# Storia dell'architettura religiosa a Vicenza

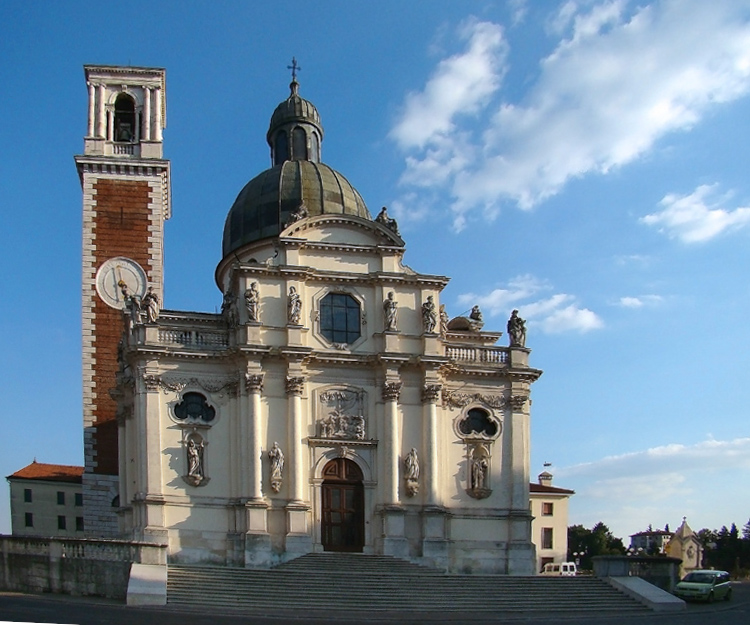
Basilica santuario della Madonna di Monte Berico

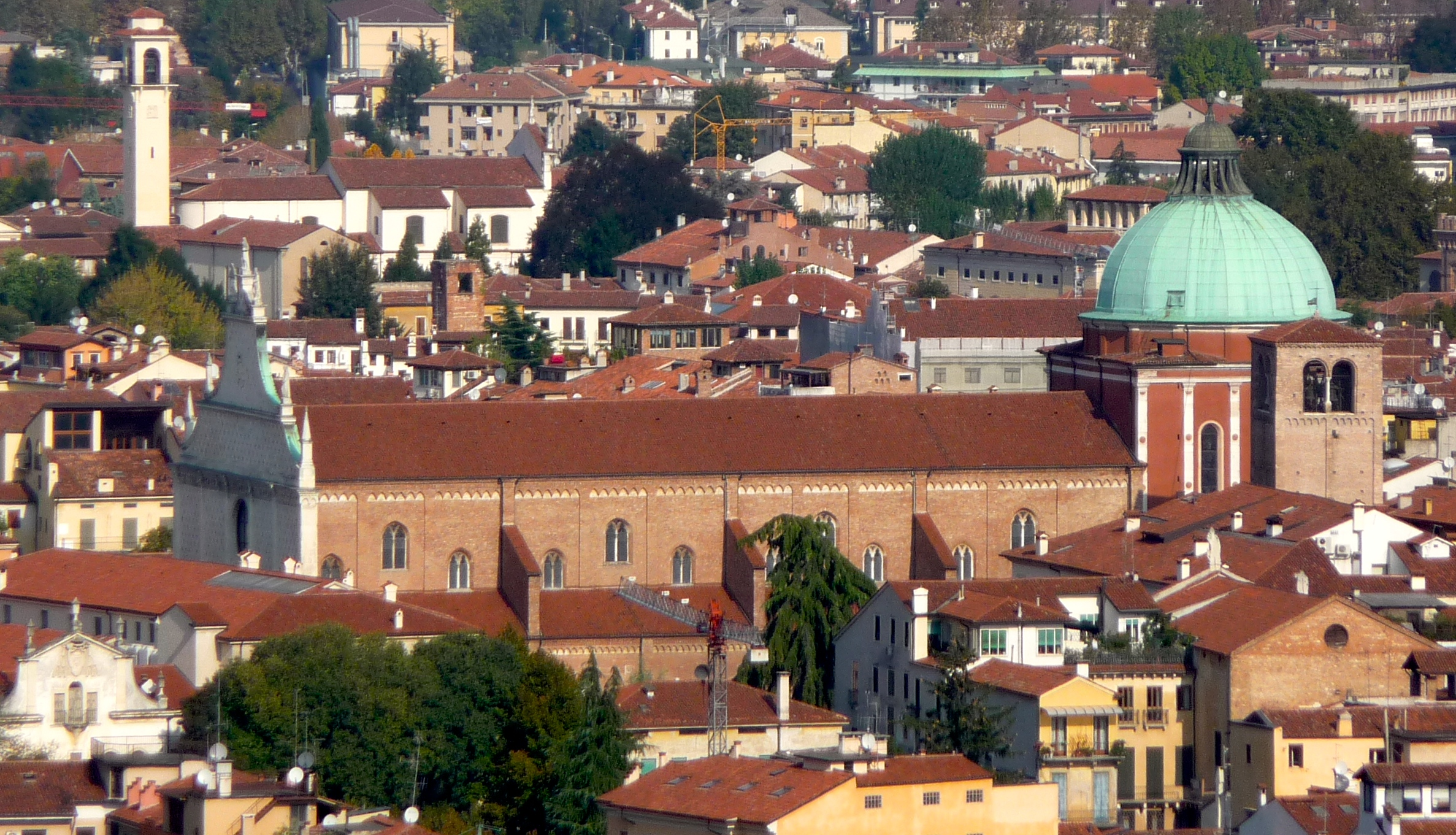
La cattedrale di Santa Maria Annunciata nel centro storico di Vicenza, vista da Monte Berico.

La città di Vicenza è ricchissima di chiese, monasteri, conventi ed altri edifici destinati al culto o ad attività religiose, costruiti nel corso dei diciassette secoli di presenza cristiana nella città.
La loro storia non riguarda solo le vicende della costruzione, dei rifacimenti e delle aggiunte, poi della sconsacrazione e infine della demolizione; la storia riguarda gli uomini: il contesto sociale, politico e artistico che li caratterizzò, chi volle questi edifici e perché, chi ne finanziò la costruzione e l'implementazione con opere d'arte e di pietà, chi ne traeva rendite e ne nominava i rettori, chi vi venne sepolto o ricordato. Solo mettendo insieme questa varietà di dati si può capire, dalla lettura degli edifici religiosi, la storia di una comunità.

## Epoca tardo antica

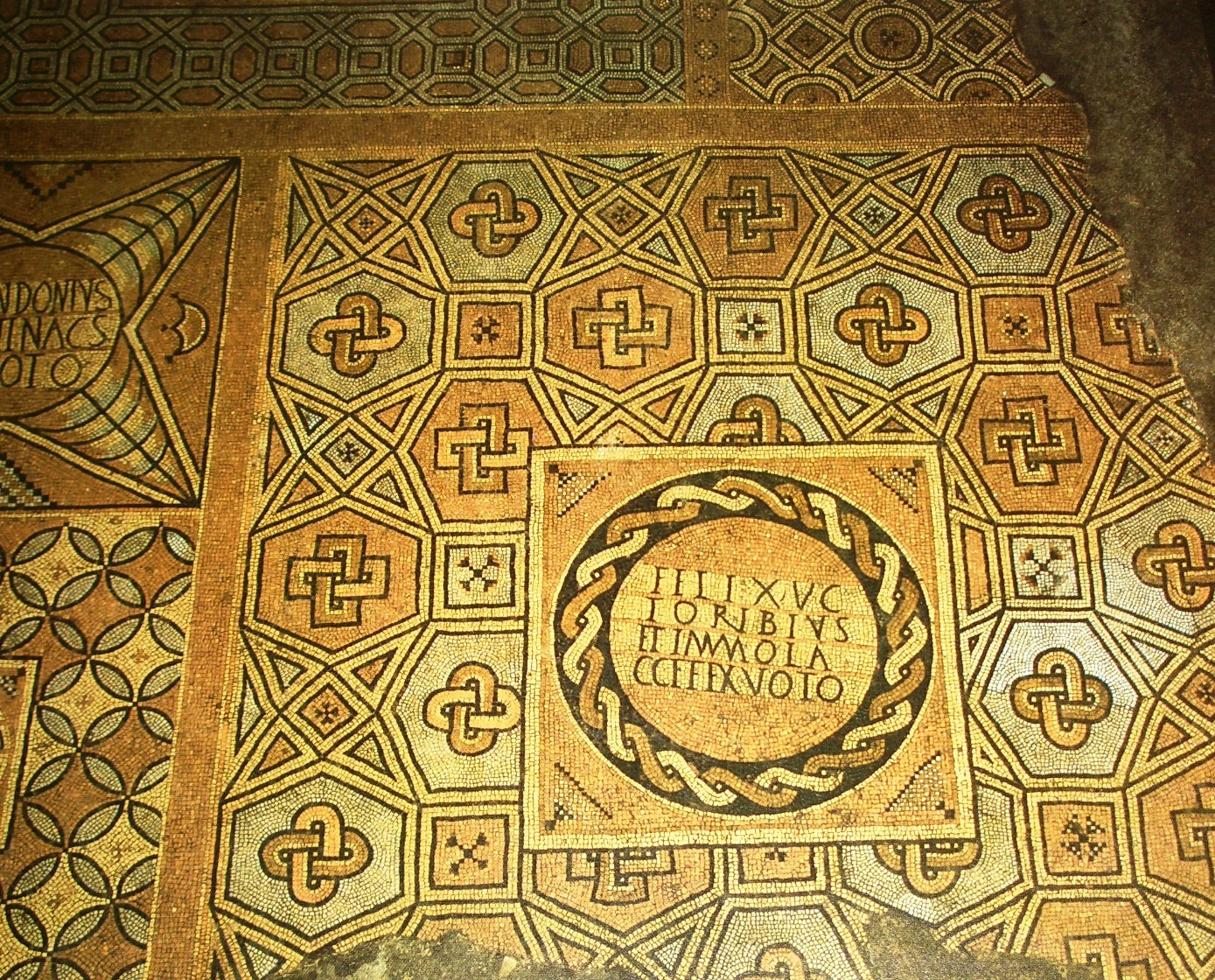
Il mosaico al centro della Basilica dei Santi Felice e Fortunato

Le prime chiese della città di Vicenza - di cui ci resta testimonianza e la cui fondazione risale alla fine del IV secolo - sono la chiesa di Santa Maria Annunciata e la basilica dei Santi Felice e Fortunato, entrambe pervenuteci nei loro ampliamenti e rifacimenti medioevali, rinascimentali e barocchi. La prima era la chiesa principale della città tardo romana e ne divenne la cattedrale alla fine del VI secolo, quando fu costituita la diocesi di Vicenza, la seconda sorse nell'area cimiteriale esistente fuori della città, per accogliere le spoglie dei martiri vicentini.
Probabilmente non furono gli unici luoghi di culto della città, ma sono le uniche in cui si possono ancora osservare reperti riferiti all'epoca.

## Alto medioevo
Durante l'alto medioevo, e in particolare dopo la costruzione della cinta muraria, vi fu una netta separazione - anche sotto l'aspetto dell'organizzazione ecclesiastica - tra la città, in cui risiedeva il vescovo che officiava in cattedrale e da cui dipendevano le cappelle urbane, e il suburbio al di fuori delle mura, praticamente tutto affidato ai monaci benedettini. All'interno della città esisteva un solo fonte battesimale - in cattedrale - mentre nel suburbio forse vi erano altri due fonti, uno nella basilica di San Felice e l'altro nella chiesa di San Vito.

### Caratteristiche strutturali e artistiche

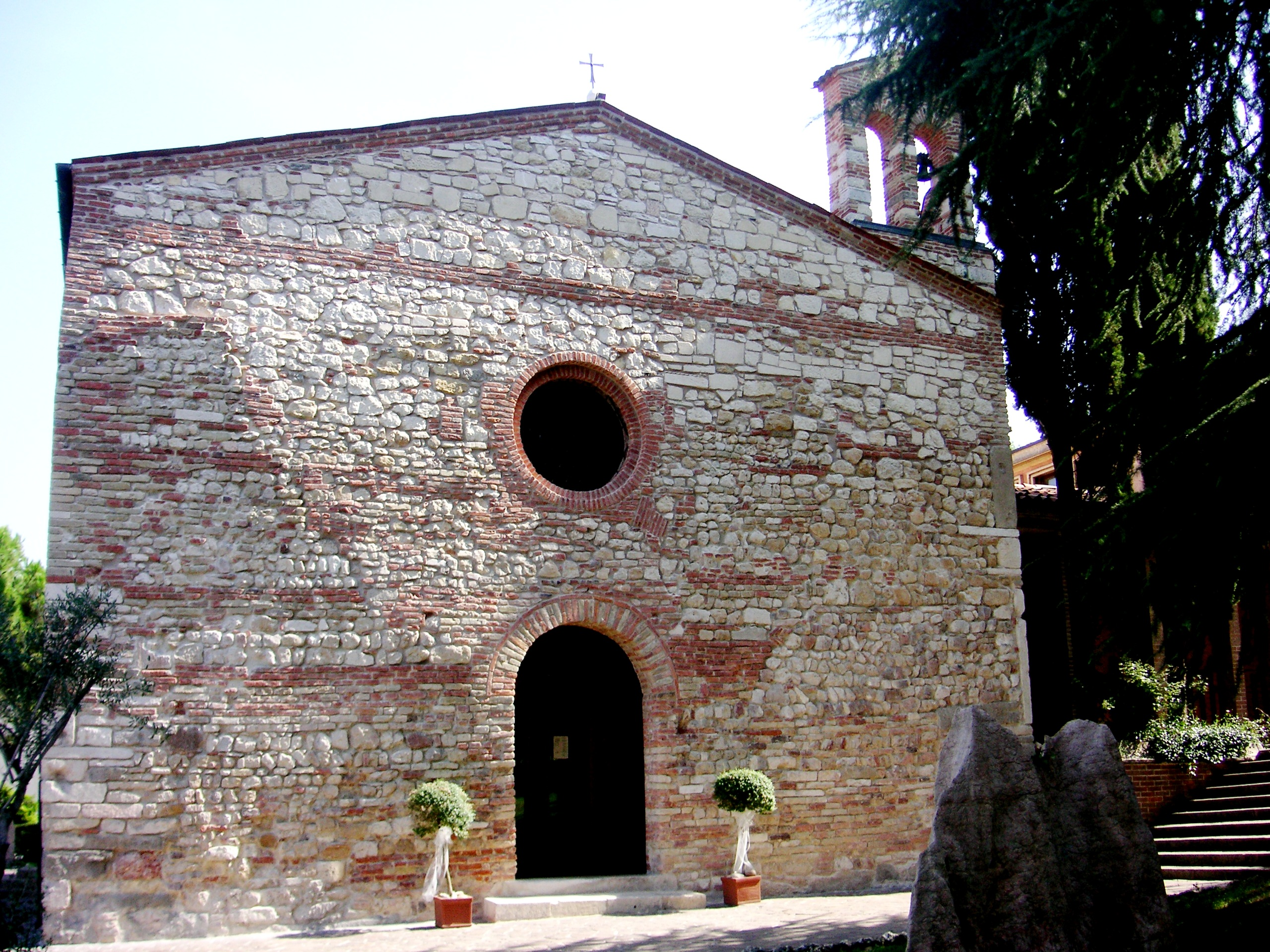
Chiesa di San Giorgio, facciata

Eccezion fatta per le chiese dei due monasteri principali - San Felice e San Pietro - che nel tempo furono fortemente modificate nella loro struttura, delle piccole abbazie non resta quasi più nulla. Esistono invece ancora alcune piccole chiese - particolarmente ben conservata quella di San Giorgio in Gogna - costruite in stile preromanico o romanico.

### Cattedrale e cappelle urbane
La cattedrale rappresentava il cuore della vita non solo religiosa ma anche civile della città: fino alla fine dell'XI secolo venivano tenute qui le assemblee e le cerimonie solenni. Sede del potere, così come la basilica di San Felice, fu coinvolta e gravemente danneggiata negli scontri tra fazioni intorno all'anno 1000; dopo gli ulteriori danni provocati dal terremoto del 1117, fu nuovamente riparata e rinnovata. Per renderla più sicura, l'interno fu suddiviso in cinque navate, raddoppiando le file dei pilastri che erano stati eretti nell'VIII secolo.
Mancano documenti del primo millennio che attestino il numero, la denominazione e il momento in cui furono costruite le più antiche chiese minori della città; il primo che le ricordi è una bolla di papa Urbano III dei 1186, in cui venivano confermate ai canonici della cattedrale tutte le donazioni fatte loro l'anno precedente dal vescovo Pistore. Il loro elenco viene ripetuto nel Registro delle Rationes Decimarum dell'Archivio Vaticano riferito agli anni 1297-1303. Sono le sette cappelle urbane: San Paolo, Santi Filippo e Giacomo, San Marcello, San Eleuterio, Santo Stefano, San Marco, Santi Faustino e Giovita.

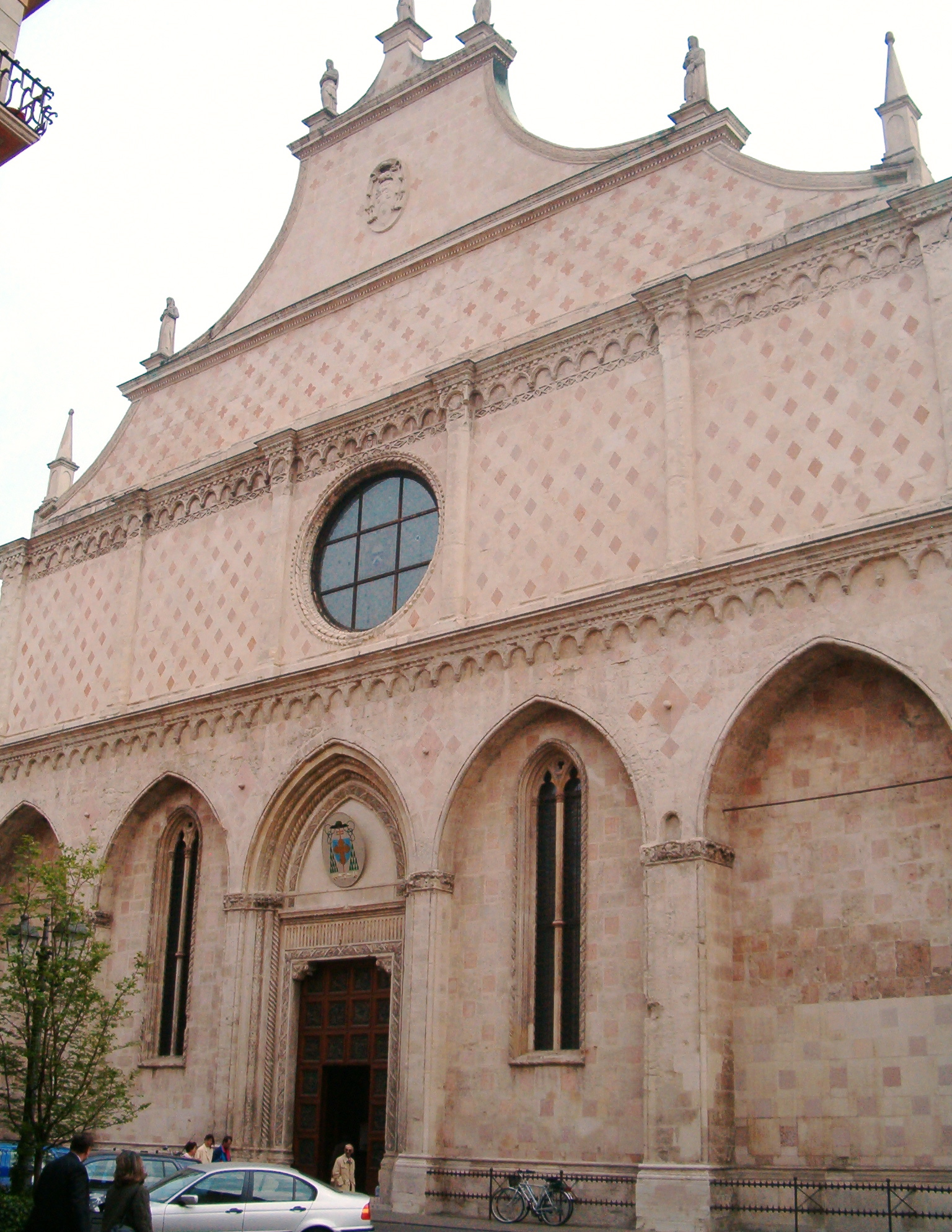
Facciata della Cattedrale di Santa Maria Annunciata

Si tratta di chiese secondarie dipendenti dalla cattedrale e la loro denominazione di cappelle, tipica dell'epoca carolingia, fa ritenere che esistessero già nell'VIII-IX secolo o fossero addirittura antecedenti, come potrebbe essere suggerito dalle loro dedicazioni, tutte a santi martiri dei primi tre secoli. Dopo la riforma del vescovo Pistore del 1185, titolari delle cappelle furono i canonici del Capitolo della cattedrale, che fruivano delle rendite prodotte dalle colture all'esterno delle mura cittadine.
In epoca altomedievale il numero delle chiese minori esistenti in città era quasi certamente maggiore di sette, ma probabilmente queste erano le chiese più importanti; anche il numero era simbolico, perché corrispondeva a quello delle antiche chiese stazionali del ciclo pasquale.
Dopo il 1200 esse diventarono sedi parrocchiali - pur senza il fonte battesimale che rimase unico in cattedrale - e rimasero tali fino alla soppressione napoleonica, dalla quale si salvò solo Santo Stefano, che era stata completamente ricostruita un secolo prima. 
Passate al demanio comunale, esse furono in seguito demolite - ad eccezione della chiesa di San Faustino, ora destinata a Cinema Odeon - e non se ne ha più traccia.

### Monasteri benedettini
Notevole importanza ebbero, fin dall'epoca longobarda e per tutto l'alto medioevo, le chiese annesse ai monasteri benedettini - luoghi di culto frequentati dalla gente, spesso ancor più delle chiese diocesane - costruiti al di fuori delle mura cittadine.
Monasteri maschili

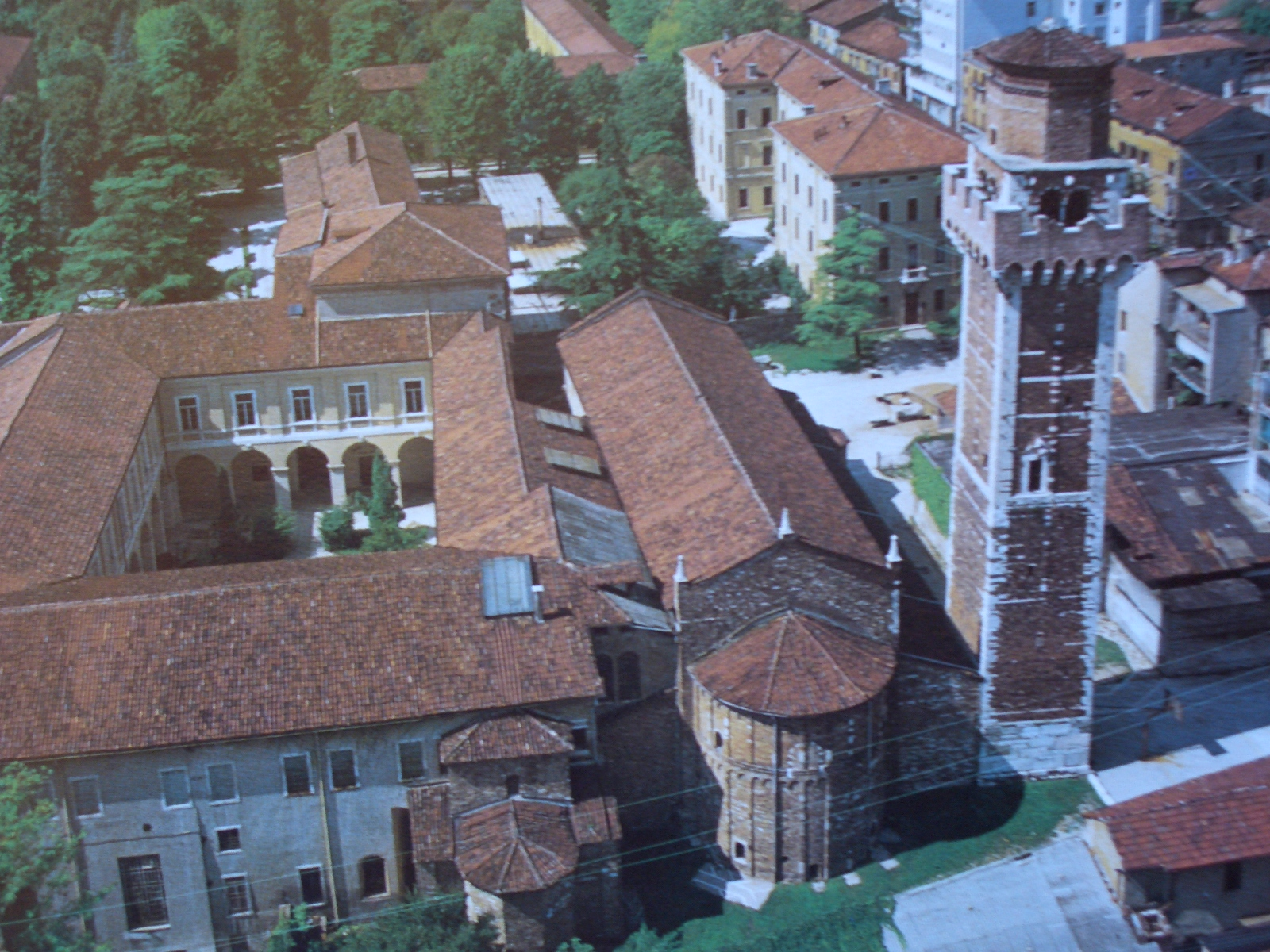
Vista aerea dell'ex monastero (a sinistra), della basilica dei Santi Felice e Fortunato (al centro) e del campanile (a destra)

Il centro benedettino di maggiore rilievo fu l'abbazia dei Santi Felice e Fortunato (intitolato, secondo l'uso benedettino, anche ai Santi Vito e Modesto), che possedeva vastissimi chiese ed edifici, fondi e curtes in tutto il territorio vicentino, ad esso riconosciuti dal Privilegium del vescovo Rodolfo nel 983 e confermati dal vescovo Girolamo nel 1001. I monaci, probabilmente insediatisi a Vicenza intorno al 750, rapidamente si diffusero su tutto il territorio, assumendosi il compito di bonificare i terreni paludosi.
Due antichissime cappelle dipendenti dai benedettini di San Felice erano quella di Monte Berico, di cui non si conosce il nome e quella di San Pietro in Vivarolo, facente parte del monastero abitato da monache benedettine fino al 1400. Da un diploma di Corrado II il Salico del 1026 si sa che intorno al 926 il re Ugo di Provenza e suo figlio Lotario donarono al vescovo di Vicenza anche le due abbazie di San Salvatore e di San Vito.

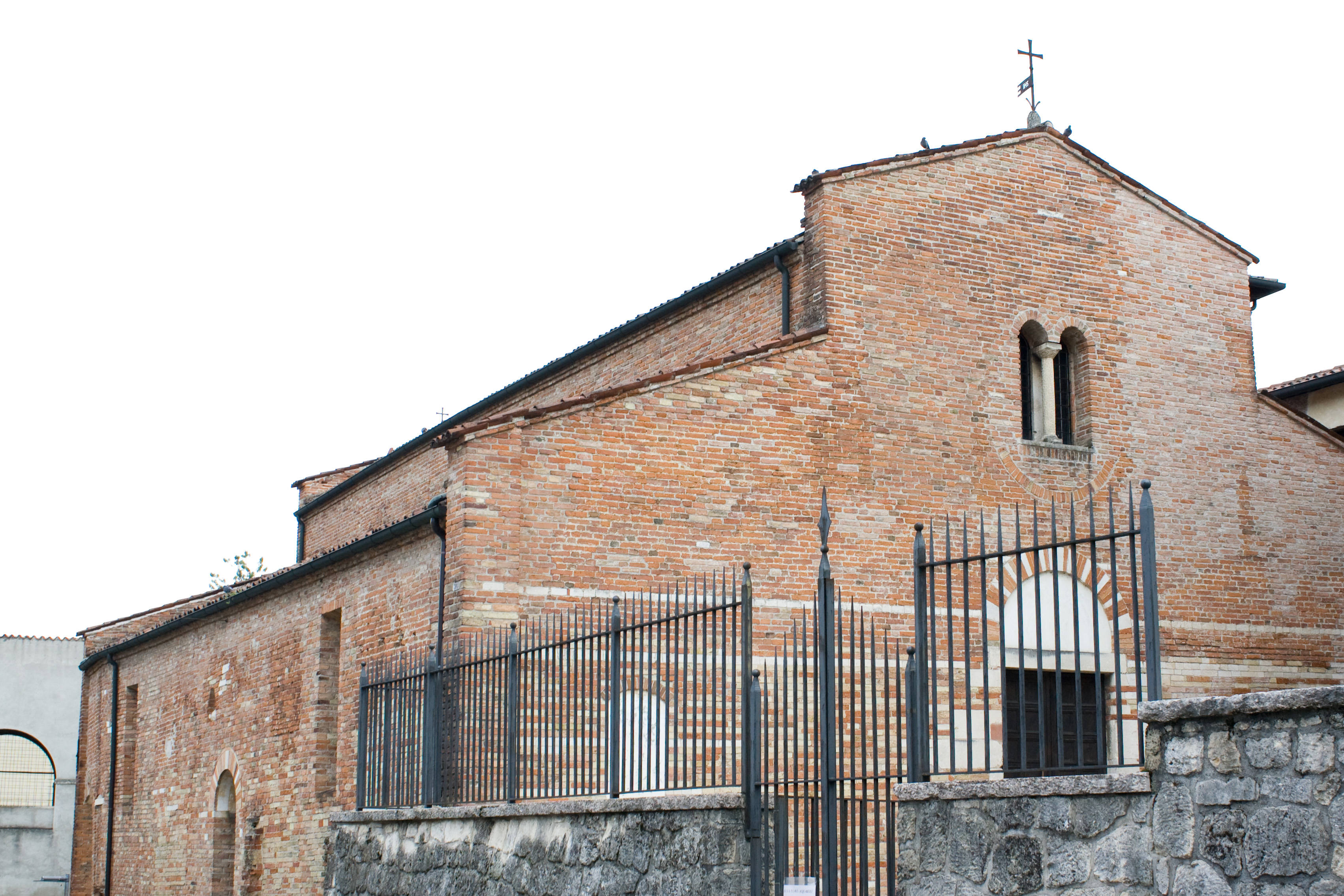
La chiesa del complesso monumentale di San Silvestro, nel suo aspetto duecentesco

Benedettino era anche il monastero di San Silvestro in borgo Berga, che dipendeva dall'abbazia benedettina di Nonantola e aveva nel vicentino altre dipendenze.
Monasteri femminili
Particolarmente importante per la vita religiosa che in esso si svolgeva, per i privilegi concessi dai vescovi e per i possedimenti fu il monastero femminile di San Pietro, costruito nella prima metà del IX secolo nel luogo dove esisteva un'antichissima cappella (e dove oggi esiste l'omonima chiesa parrocchiale). Vicinissimo alla città, alla quale accedeva tramite il ponte sul Bacchiglione (ora ponte degli Angeli, a quel tempo ponte San Pietro), era il fulcro del primo borgo (o forse del secondo dopo il Borgo Berga) che aveva cominciato a svilupparsi fuori le mura.
Dal monastero di San Pietro dipendevano le due antiche chiese di Sant'Andrea e di San Vitale e un'altra ancora, pure dedicata a San Pietro, che si trovava alla sommità delle Scalette.

## Basso medioevo
La seconda metà del secolo XII vide una generale decadenza della vita religiosa - sia nelle parrocchie che nei monasteri benedettini - con la conseguenza, dal punto di vista dell'architettura religiosa, di un generale decadimento anche di chiese diocesane e di monasteri. Questa decadenza continuò per tutta la metà del XIII secolo; nessun tentativo di riforma della Chiesa sortì degli effetti, in un periodo in cui i vescovi della città erano impegnati più che altro nella difesa del patrimonio ecclesiastico e Vicenza era soggiogata dalla signoria di Ezzelino III da Romano, che manifestava simpatie catare. Una decadenza appena temperata dal sorgere, qua e là, di modeste comunità religiose di laici.
Il rinnovamento si ebbe dopo la caduta del tiranno, sotto l'episcopato di Bartolomeo da Breganze, che volle erigere un nuovo centro simbolico della fede cittadina, la chiesa di Santa Corona. Ma la spinta innovatrice del vescovo Bartolomeo durò poco - anche perché ben presto la città cadde sotto signorie esterne - e si creò un divario sempre maggiore tra la gerarchia locale, espressa da queste signorie e di fatto assente dalla città, e il popolo.
Il Comune e l'aristocrazia delle città si assunsero allora il compito di interpretare e sostenere la pietà e la devozione religiosa della popolazione, anche favorendo e finanziando la costruzione delle tre grandi chiese e dei relativi conventi degli ordini mendicanti che nel corso del Duecento si erano insediati in città. Questo interessamento non era scevro da significati simbolici: alla fine del Trecento il Comune fece costruire nella piazza principale la chiesa di San Vincenzo, dichiarato patrono della città, dipendente dalla sua autorità e non dalla diocesi.

### Caratteristiche strutturali e artistiche

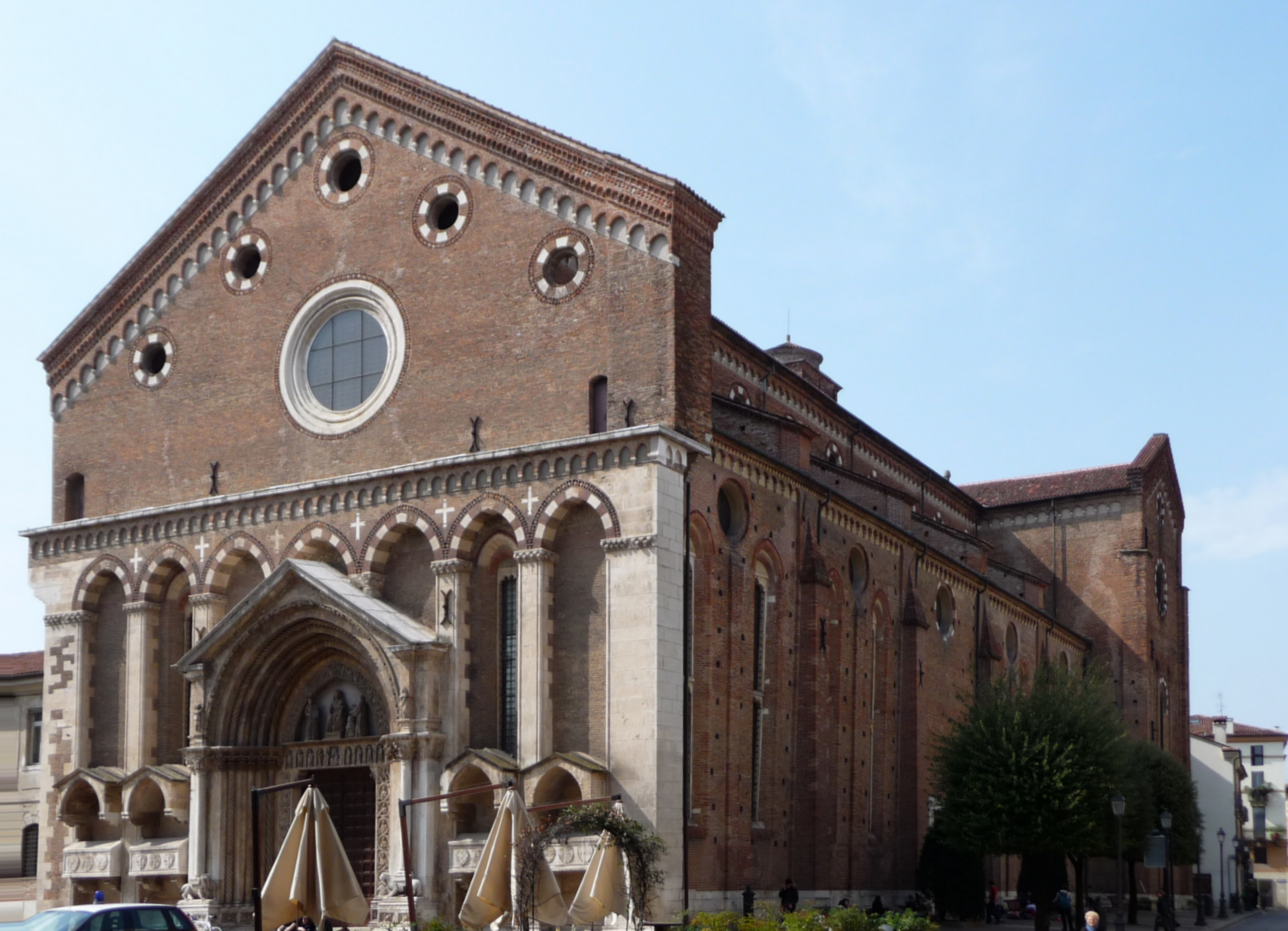
La chiesa di San Lorenzo, in stile gotico lombardo.

Le chiese del Duecento furono edificate nelle forme del gotico lombardo - un compromesso tra romanico e gotico, senza eccessivi slanci in altezza, con il mantenimento della facciata a capanna e delle masse murarie - secondo l'impostazione cistercense: pianta a croce latina, con tre navate terminanti in absidi rettangolari.
Solo più tardi, a partire dal Trecento, lo stile rigoroso fu ammorbidito e le navate cominciarono ad essere arricchite da cappelle e altari laterali; alla fine del Quattrocento le absidi divennero semicircolari, secondo il gusto rinascimentale. Ma ormai le chiese erano diventate il luogo in cui si celebravano il prestigio e l'estetica delle famiglie dominanti.

### Comunità e chiese di gruppi laici
Verso la fine del XII secolo sul territorio vicentino sorsero delle fraternità di laici che praticavano la vita comunitaria, si mantenevano con il loro lavoro e spesso gestivano degli xenodochi o dei piccoli ospitali. Per realizzare questo scopo, essi ottenevano in concessione - dal monastero di San Felice o dai canonici della cattedrale - cappelle ed edifici che essi restauravano.
Dagli antichi documenti sappiamo di insediamenti presso l'ospitale di Lisiera e presso la chiesa di San Nicolò di Nunto (oggi Olmo di Creazzo); altri si insediarono presso la chiesa di San Desiderio (oggi Sant'Agostino) e altri ancora presso la chiesa, già benedettina, di San Biagio Vecchio.
A Vicenza, in Borgo Berga poco fuori della cinta altomedievale alla fine del XII secolo si insediò una comunità di Umiliati, che nel 1215 fondò il convento di Ognissanti e nel 1292 la chiesa di Santa Caterina.
A pochi anni dalla loro costituzione, però, tutte queste comunità di laici, o perché considerate pericolose per l'ortodossia o criticate per lo stile di vita, furono sciolte o regolarizzate e gli edifici furono ripresi dalla Chiesa, che li concesse ad ordini religiosi di più sicura ortodossia, come i Canonici regolari o i Francescani Osservanti.

### Conventi e chiese degli ordini mendicanti entro le mura

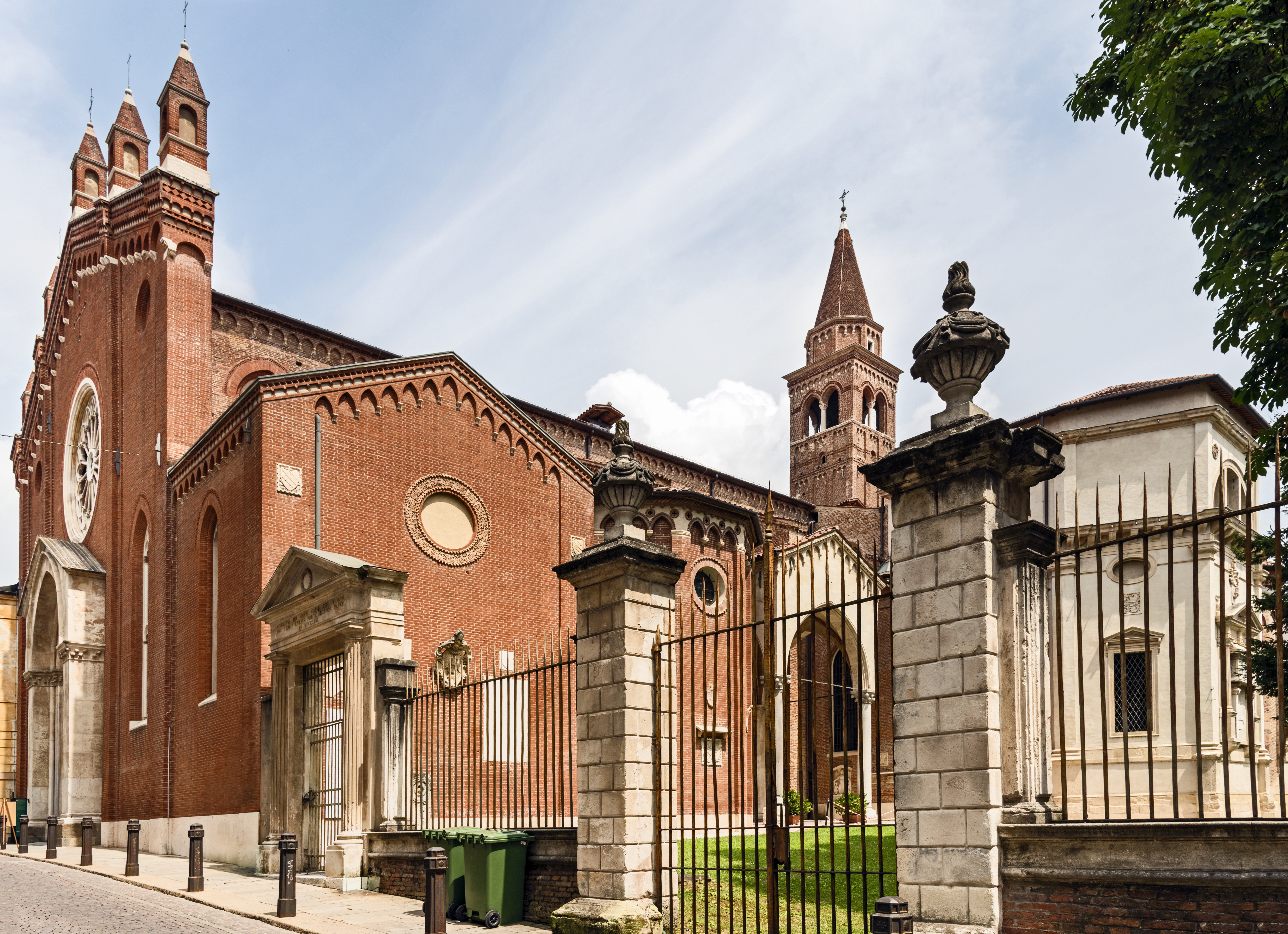
Facciata e fianco della chiesa di Santa Corona

Nella seconda metà del Duecento, appena si concluse la tirannia di Ezzelino III da Romano, a Vicenza si diffusero rapidamente gli Ordini mendicanti. A differenza dei monaci benedettini, il loro scopo era quello di evangelizzare le città, per cui ognuno costruì la propria grande chiesa in uno dei settori della città, all'interno della cinta murata presso una delle porte aperte nelle mura.
Tra il 1260 e il 1270 il vescovo Bartolomeo da Breganze, sostenuto dalle donazioni del Comune e di privati cittadini, fece costruire la chiesa di Santa Corona, nel settore nord-est non lontano dalla Porta San Pietro, e la affidò ai Domenicani.
Nel 1266 i canonici della cattedrale donarono agli Eremitani di Sant'Agostino la cappella di San Lorenzo in Berga, che essi avevano ricevuto dal vescovo Pistore nel 1185. Gli Agostiniani la incorporarono nella costruzione - presso la Porta di Mezzo o di Berga - della chiesa dedicata a San Michele, estendendo così la loro competenza di fatto sul settore sud-est della città.
La presenza dei Francescani a Vicenza risale molto probabilmente al tempo in cui il loro fondatore era ancora vivente, forse al 1216; il suo passaggio in città però non è documentato. Pare che nel 1222 officiassero presso la chiesa di San Salvatore, di cui non è chiaro quale fosse l'ubicazione, se in contrà Carpagnon o nella contrà in seguito rinominata San Francesco Vecchio, in ogni caso vicino all'episcopio.
Nel 1232 essi costruirono la chiesa di San Francesco Vecchio, che nel 1289 permutarono con i canonici della cattedrale con quella di San Lorenzo (una delle antiche sette cappelle). Dal 1280 al 1300 essi costruirono la grande chiesa di San Lorenzo, presso la Porta Nova nel settore nord-ovest della città. Anche questa chiesa fu costruita con notevoli contributi erogati da privati e dal Comune, in parte ricavati dalla confisca dei beni degli eretici: in questo periodo, infatti, ai Francescani era affidato l'ufficio dell'Inquisizione.
Il settore sud-ovest della città restò di competenza della cattedrale, che fu anch'essa rinnovata nella seconda metà del XIII secolo.
L'ultimo tra gli ordini mendicanti che fece la sua comparsa a Vicenza fu quello dei Carmelitani, introdotto dal vescovo Giovanni de Surdis intorno al 1370. Gli fu affidata la nuova chiesa di San Giacomo Maggiore (Carmini), fatta costruire a spese dello stesso vescovo e aperta al culto nel 1373 nel nuovo Borgo di Porta Nova, che gli Scaligeri inglobarono nella città con una nuova cinta di mura e che rapidamente si popolò di povera gente, richiedendo quindi la creazione di una nuova parrocchia affidata, appunto, a questi religiosi.

### Conventi e chiese fuori le mura

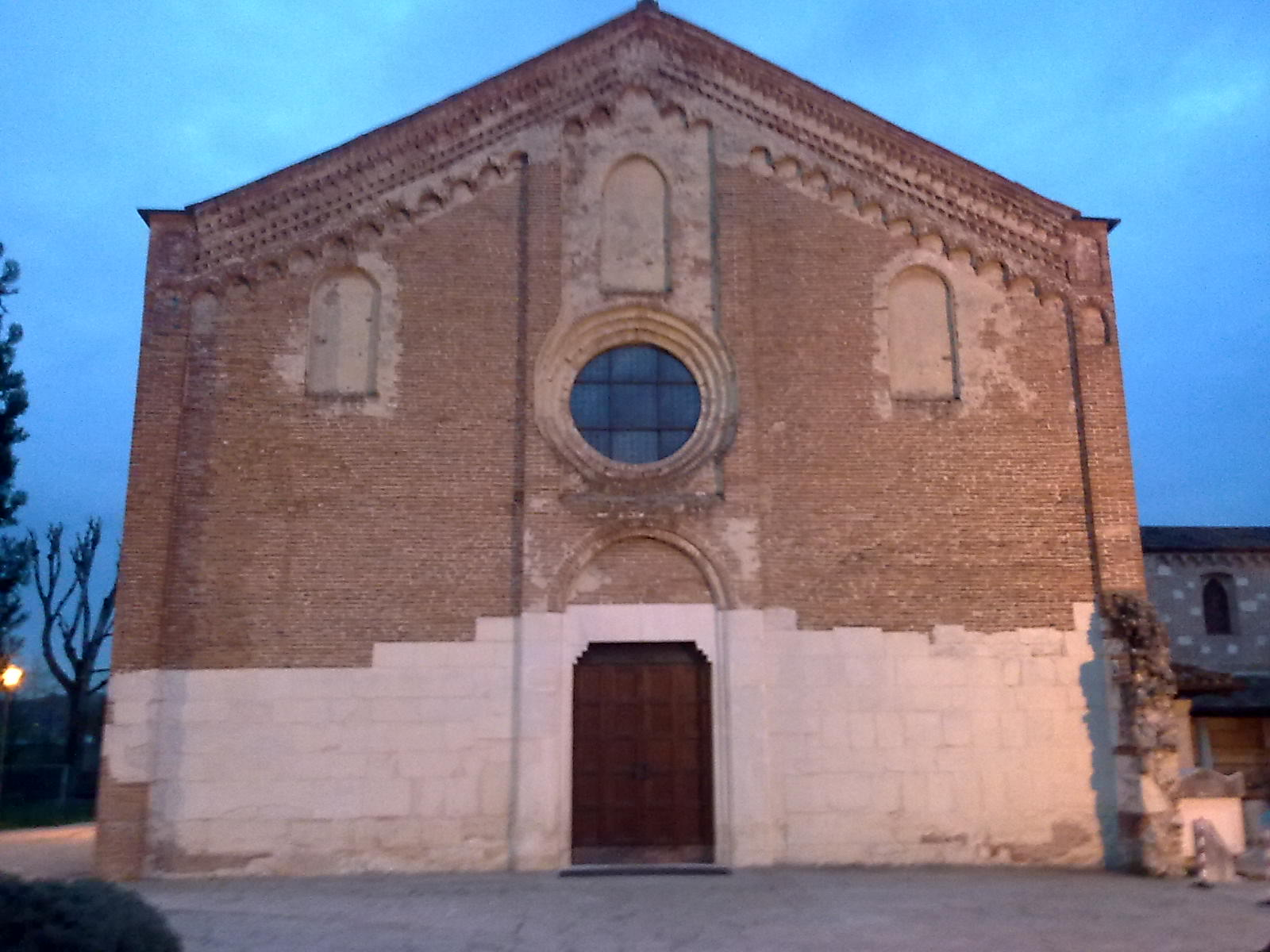
Abbazia di Sant'Agostino

Sempre durante il basso medioevo altri conventi e chiese - spesso appartenenti al ramo femminile degli Ordini mendicanti - furono costruiti nelle immediate vicinanze della città. Le monache, tenute alla clausura, non avevano gli stessi obiettivi di evangelizzazione dei conventi maschili e quindi i loro monasteri, furono costruiti in maggiore isolamento, fuori delle mura.
Nel Borgo San Pietro furono edificati, intorno al 1264, la casa delle monache domenicane con l'annessa chiesa di San Domenico.
Ad essi si aggiunsero anche nuovi conventi maschili o misti.
Nel 1244 il vescovo Manfredo dei Pii ordinò alle religiose francescane, che abitavano presso la chiesa di Sancta Maria Mater Domini di Longare, di trasferirsi in città per costruire un monastero sul luogo in cui già esisteva la chiesetta di Santa Maria ad Cellam, menzionata già verso la metà del XII secolo.
Nel 1220 i canonici regolari di Sant'Agostino della Congregazione di San Marco in Mantova - che fin dal 1217 officiavano la chiesa annessa al convento di San Bartolomeo, dove avevano la loro sede principale nel Borgo Pusterla - ottennero dai canonici della cattedrale la facoltà di costruire un oratorio e l'anno successivo dal Comune la chiesa e il convento di San Tommaso nel Pra de Valle in Borgo Berga, che per un paio di secoli ospitò sia frati che suore.
Per iniziativa di un certo Giacomo, figlio di ser Cado, che volle abbracciare la regola di Sant'Agostino, tra il 1323 e il 1357 fu costruita l'omonima chiesa - forse il più importante monumento artistico del Trecento vicentino - sul luogo in precedenza occupato dalla chiesetta di San Desiderio.
Risale al Trecento anche la costruzione di un oratorio nel borgo di San Vito, nell'area oggi occupata dall'attuale chiesa di Santa Lucia. Gli abitanti del borgo che in questo secolo si stava sviluppando, acquistarono una casa per destinarla ad oratorio e la consegnarono ai camaldolesi che risiedevano nella vicina abbazia di San Vito; alla fine del secolo era stata eretta una chiesa vera e propria, di cui non si conoscono però né le dimensioni né il pregio, essendo stata completamente rifatta nei due secoli successivi.

### Ospitali
Nel corso del Duecento, frutto di un'accentuata sensibilità nei confronti dei poveri e dei sofferenti e della nuova mobilità, fiorirono ai margini della città - dapprima prevalentemente esterni alle mura, poi anche all'interno - numerosi ospitali. Non avevano, come i moderni ospedali, specifiche finalità di cura, nonostante l'affinità con il nome attuale. L'ospitale era una domus hospitalis, chiamata anche domus Dei, la cui funzione era quella di ospitare i pauperes Christi, cioè gli orfani, gli esposti, le vedove, i vecchi, i malati privi di ogni mezzo di assistenza e, soprattutto, i pellegrini. Anche se non si trattava di edifici religiosi in senso stretto, quasi tutti furono costruiti e annessi a chiese, cappelle o conventi e furono gestiti da religiosi o, in qualche caso, da laici che intendevano praticare la virtù cristiana della misericordia.
In un testamento del 1299 sono citati gli ospedali di San Salvatore in Carpagnon e quelli di Santa Croce e di San Biagio, di San Lazzaro, della Misericordia in borgo San Felice, dei Santi Apostoli e di Santa Caterina in borgo Berga. Alla data del 1316, quando questo testamento fu eseguito, non sono più nominati - e quindi forse non esistevano più - gli ospitali di Santa Croce, di San Salvatore e dei Santi Apostoli. È invece ricordata la Domus Dey de porta Sanctii Petri, cioè l'attuale San Giuliano che sarebbe diventata nel tempo uno degli ospitali più importanti e che ancora esiste come casa di riposo per anziani ammalati.
Da rari cenni in altri documenti si apprende che a quel tempo esistevano anche altri ospitali fuori della città: quello di Lisiera e un altro presso l'ormai scomparsa chiesetta di San Francesco "picciolo". Nei secoli XIII e XIV aumentarono le esigenze di dare ricovero ai malati di malattie contagiose, quali la lebbra e la peste: furono così destinati a rispondere a queste esigenze gli antichi ospitali per pellegrini di San Nicola di Olmo e di San Giorgio in Gogna - quest'ultimo solo in caso di epidemie - mentre fu costruito ex novo il lebbrosario di San Lazzaro.
Nel corso del Trecento, quando la città si stava sviluppando e nuovi borghi stavano per essere inglobati nelle mura scaligere, vennero creati anche all'interno nuovi ospitali, come quelli di San Marcello intorno al 1320-30, di Sant'Antonio Abbate nel 1350, dei Santi Ambrogio e Bellino nel Borgo di Porta Nova nel 1384.

## Dal XV secolo alla seconda metà del XVI
Durante tutto il medioevo, l'autorità civile e quella religiosa erano considerati due espressioni di un'unica società; erano però due autorità distinte, molto spesso in lotta tra di loro per la gestione del potere - specchio delle lotte tra papato e impero - e per il possesso di ingenti patrimoni. Questo non aveva impedito momenti di collaborazione, come quando il Comune aveva sostenuto la costruzione delle chiese degli ordini mendicanti.
In età moderna, invece, durante i quattro secoli di sottomissione della città alla Serenissima, la collaborazione fu la regola. Eccezione fatta per la prima metà del XVI secolo, quando la sede episcopale vicentina rimase vacante e fu retta da amministratori apostolici nominati dalla Santa Sede, praticamente tutti i vescovi di Vicenza furono non solo designati dal Senato della Repubblica di Venezia, ma anche individuati tra i membri delle famiglie del patriziato veneziano.
Sì riprodusse così, anche in terraferma, il clima della Chiesa marciana: una Chiesa protetta e supportata, ma anche funzionale al potere ducale. Le famiglie nobili vicentine non furono da meno di quelle veneziane nel collaborare con la gerarchia ecclesiastica, cui diedero anche numerosi rampolli: i figli maschi diventavano ecclesiastici dotati di benefici e le femmine entravano in convento portando con sé una buona dote.
Questo intreccio permanente tra società civile e religiosa trovò la sua espressione più visibile nell'architettura religiosa. Le chiese si riempirono di altari e cappelle delle famiglie patrizie - destinati ad accogliere le urne funerarie e i monumenti dei loro membri più illustri - da queste volute e finanziate mediante lasciti testamentari. Insieme alle strutture architettoniche, si moltiplicarono le opere d'arte a soggetto religioso; la richiesta di statue e ornamenti con l'uso di pietra e di marmi pregiati, di tele per pale d'altare e di affreschi richiamarono artigiani ed artisti provenienti da altre città della Repubblica o da altri stati italiani e diedero vita a botteghe locali. La più conosciuta di esse fu la bottega dei lapicidi di Pedemuro San Biagio, nella quale si formò Andrea Palladio.

### Chiese votive e cappelle di famiglia

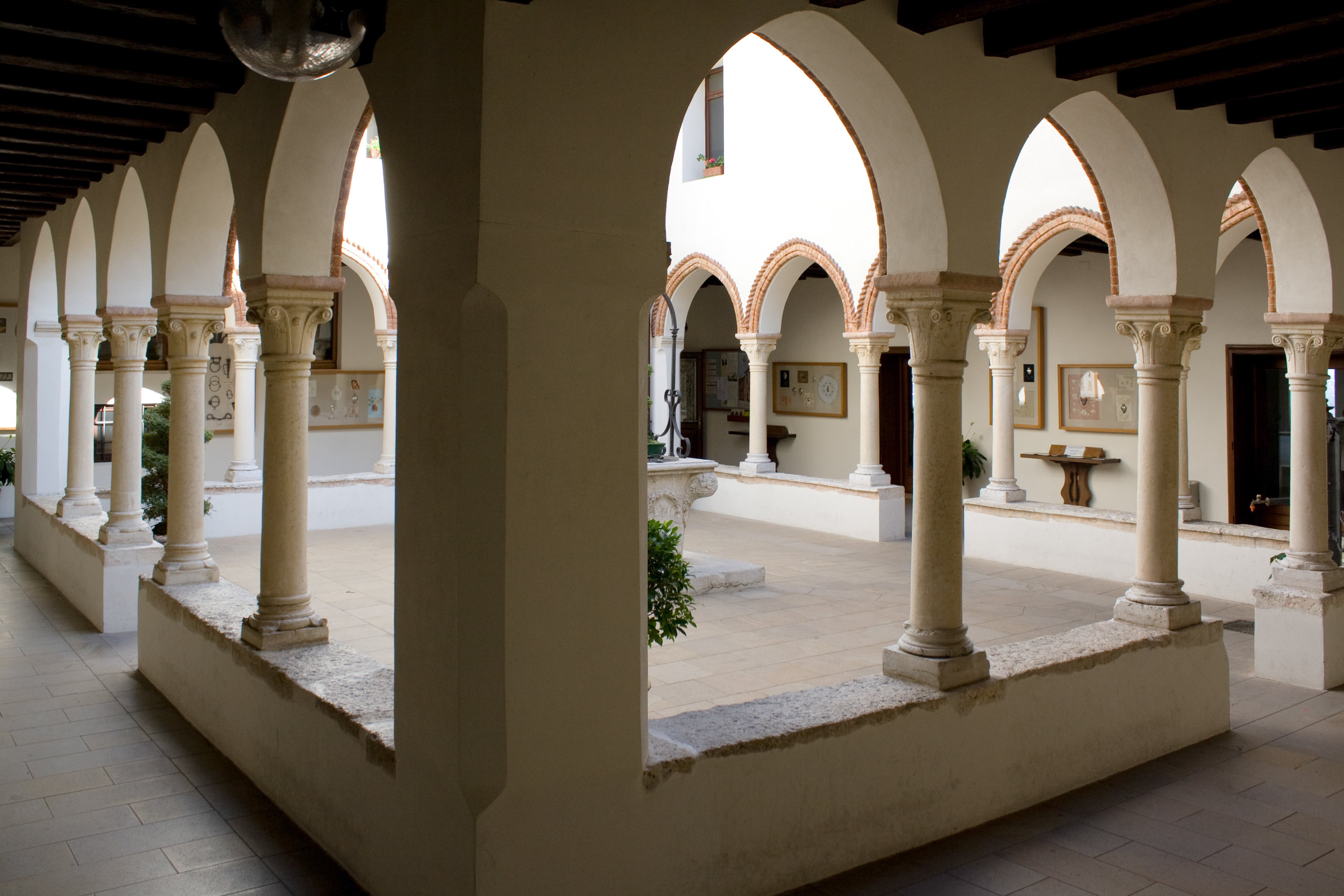
Il chiostro tardogotico del Santuario della Madonna di Monte Berico

In questo clima, il Comune stesso si fece interprete e rappresentante della religiosità popolare, funzionale alla stabilità del sistema. Nel 1428 esso sostenne, ancor più del vescovo Pietro Emiliani, l'impegno della città per la costruzione della prima chiesa di Monte Berico in stile tardogotico, come adempimento richiesto dalla Madonna apparsa a Vincenza Pasini. Non fu l'unica chiesa eretta durante questo secolo come voto per allontanare la peste: per lo stesso motivo furono costruite anche la chiesa di San Rocco e quella di San Sebastiano.
Negli ultimi due decenni del Quattrocento svolse una notevole attività l'architetto Lorenzo da Bologna, chiamato in città dalle più importanti famiglie nobili, come i Trissino e i Valmarana, i Barbaran, i Da Porto, i Thiene che volevano creare cappelle destinate alla tumulazione dei loro membri più illustri. Diresse, in particolare, la ristrutturazione delle absidi della cattedrale e della chiesa di Santa Corona. Si occupò anche della ristrutturazione del chiostro nel monastero di San Bartolomeo.

### Monasteri benedettini agli inizi dell'età moderna
Agli inizi del XV secolo i monasteri benedettini versavano in uno stato di estrema decadenza. Quello di San Felice era praticamente deserto - nel 1430 non vi abitava alcun monaco - e i monasteri da esso dipendenti, cioè Santa Maria Maddalena, San Biagio Vecchio e San Pietro in Vivarolo non lo erano di meno. Mentre l'abbazia principale nel 1463 fu unita alla Congregazione di Santa Giustina di Padova che la rivitalizzò, quelle da essa dipendenti nel corso del secolo passarono ad altre congregazioni religiose. La storia di questi secoli è quindi, per questi monasteri, una storia di continui tentativi di riattivazione e di ricostruzioni.
San Biagio Vecchio, abbandonato dalle benedettine che si erano concentrate nel monastero di Santa Chiara in Borgo Berga, fu concesso nel 1421 agli Osservanti, che lo abitarono per circa un secolo e poi si trasferirono in San Biagio Nuovo. L'abbandono del vecchio monastero - abbastanza decadente a quel tempo - venne deciso dalla Serenissima, per attuare un piano di fortificazione della città, in una zona considerata di interesse strategico dopo la devastante guerra della Lega di Cambrai.
San Pietro in Vivarolo passò ai Girolimini di Fiesole, che vi soppressero definitivamente la regola benedettina e per quasi quarant'anni lavorarono per ricostruire il monastero e la chiesa, riconsacrata nel 1471 e che a quel punto fu intitolata a San Girolamo; essi però l'abbandonarono nel 1494, quando entrarono in città per costruire la chiesa e il monastero di Santa Maria delle Grazie. San Pietro rimase quasi abbandonato - per un breve periodo vi abitarono tre religiosi dei Servi di Maria - dopo di che, fortemente danneggiato durante la guerra della Lega di Cambrai, lo stato di abbandono fu totale: così lo trovò sant'Ignazio di Loyola quando vi soggiornò con alcuni compagni nel 1537. Nel 1567 papa Pio V lo concesse ai Cappuccini, che dovettero ricostruire la chiesa e buona parte del monastero.
Anche il monastero di Santa Maria Etiopissa, dipendente dall'Abbazia di Pomposa, alla fine del Trecento era in uno stato di abbandono e di decadenza, ma negli ultimi anni del secolo vi fu una certa ripresa, con il restauro della chiesa e del chiostro.
In stato di assoluta decadenza era anche il monastero di San Silvestro, dipendente dall'abbazia di Nonantola, al punto che nel 1464 fu dato in commenda dapprima ad un abate esterno, poi al vescovo di Verona e infine ad un patrizio veneziano.
Un caso a sé è dato dall'antico ospitale di San Giuliano. Rimasto fuori della cinta di mura fatta costruire dagli Scaligeri nel 1365, cessò di funzionare intorno alla metà del XV secolo. La chiesa, comunque, continuò a essere officiata e anzi nello stesso periodo ebbe arredi e restauri. Diventata proprietà della municipalità cittadina dopo il ritiro delle benedettine, fu unita alla chiesa di San Vincenzo e le fu attribuita la cura d'anime del territorio circostante. Divenne tradizionale luogo di incontro tra la cittadinanza e i vescovi - quasi tutti veneziani nel XV secolo - nel giorno del loro ingresso nella diocesi vicentina.

### Nuovi monasteri femminili cittadini
I nuovi stili di vita dell'età moderna sotto la signoria della Repubblica di Venezia modificarono anche il rapporto di prossimità tra i monasteri e la città. Abitati in gran parte da figlie di famiglie nobili, i monasteri femminili occuparono spazi all'interno delle mura.

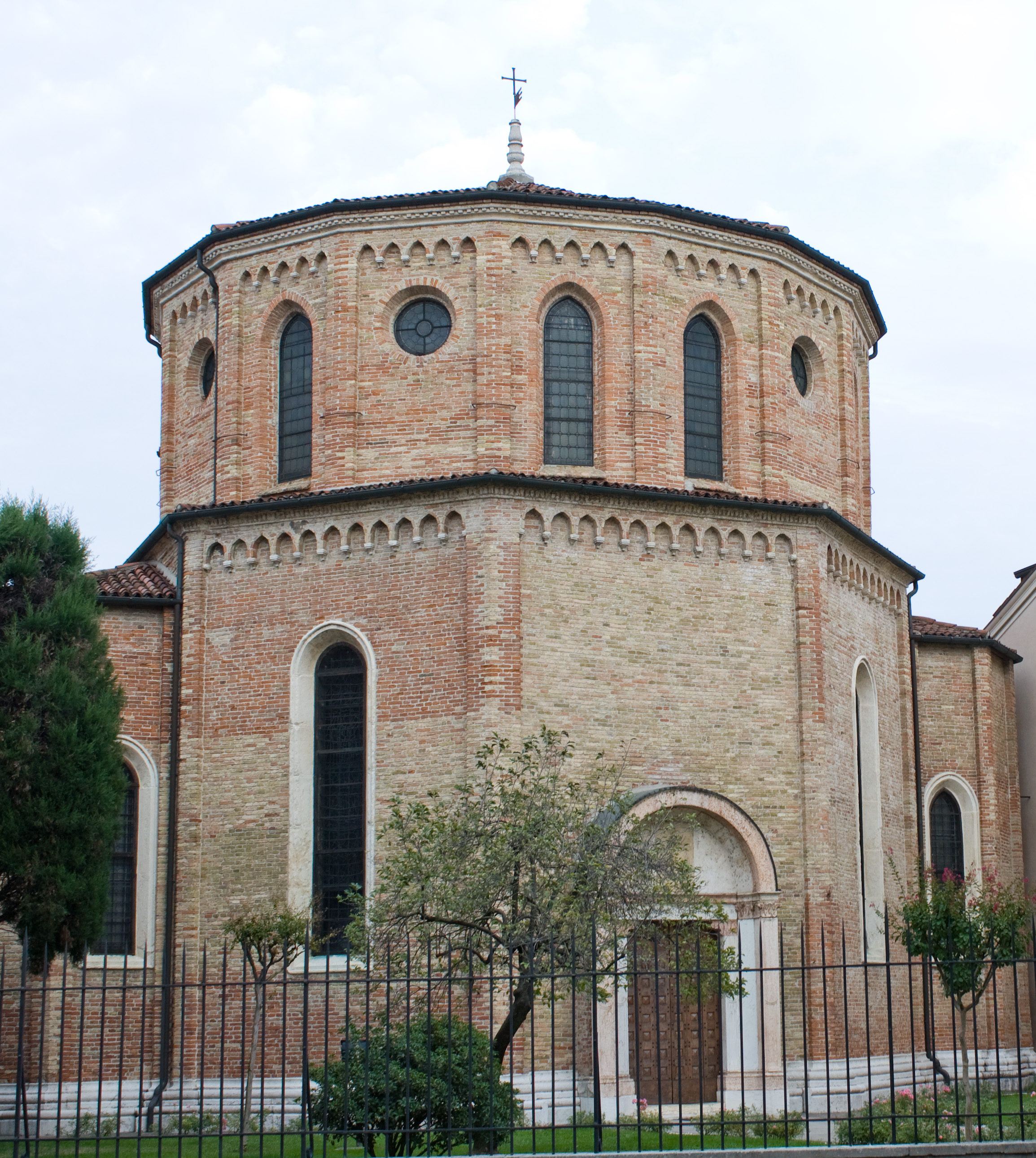
Vicenza - Esterno della chiesa dei Santi Bernardino e Chiara

L'ingresso dei francescani Osservanti in Vicenza aveva suscitato entusiasmi anche in campo femminile, e l'istituzione di nuovi monasteri fu favorita dalle autorità comunali. Così una comunità di clarisse nel 1436 si insediò in quella parte del monastero di San Tommaso che, qualche anno prima, era stata lasciata libera dai canonici di San Marco spostatisi a San Bartolomeo. Subito dopo le clarisse, fortemente sostenute da donazioni private, iniziarono la costruzione del loro monastero, pur continuando a servirsi della chiesa di San Tommaso assieme alle agostiniane con le quali, peraltro, furono spesso in discordia. Nel 1451 venne a Vicenza Giovanni da Capestrano che, in una predica tenuta a San Lorenzo, esortò i vicentini a costruire una nuova chiesa da dedicare a San Bernardino da Siena, canonizzato a Roma l'anno precedente e festeggiato anche a Vicenza dove aveva predicato. Dodici giorni dopo una solenne processione delle autorità cittadine accompagnava il vescovo Francesco Malipiero a porre la prima pietra della chiesa che fu completata nel 1476; nel 1483 erano costruiti tutti gli altari e nel 1494 fu consacrato quello dedicato a Santa Chiara.
Fu un tale successo che nel giro di pochi anni il monastero di San Bernardino divenne insufficiente e così, intorno al 1500, sul luogo di una cappella più antica dedicata a San Francesco d'Assisi in Borgo Pusterla furono costruiti una nuova chiesa e un monastero intitolato allo stesso santo, nel quale confluì una parte delle Clarisse. L'iniziativa della costruzione venne presa da cinque nobili vicentini, che nel 1497 avevano acquistato il terreno. La spesa per la costruzione non si dimostrò un problema e il monastero fu presto realizzato, così che nel 1503 vi entrarono sei monache, tutte di famiglie nobili della città; questo primo nucleo presto crebbe e in alcuni momenti il numero delle religiose arrivò fino a 70, oltre a quello delle coriste e delle converse.
Intorno al 1540 altri due monasteri - quello di Santa Maria Nova e del Corpus Domini - furono creati a poca distanza l'uno dall'altro nel Borgo Porta Nova da monache di regola agostiniana, uscite dal monastero di Sant'Antonio di Schio. Specialmente il primo dei due era abitato in prevalenza da donne provenienti da famiglie aristocratiche e l'impronta marcatamente nobiliare contribuì a distinguere questa comunità religiosa dalle altre anche per la sontuosità degli edifici e degli arredi. Quanto agli edifici, sia le chiese che i locali conventuali furono costruiti in tempi relativamente brevi, ben supportati da finanziamenti delle famiglie di appartenenza. Il primo monastero poté così permettersi, ad esempio, la monumentale chiesa di Santa Maria Nova, progettata da Andrea Palladio.
Nel 1523 Domicilla Thiene e Febronia Trissino, monache della comunità benedettina di San Pietro in Vicenza - forse su ispirazione di san Gaetano Thiene - alla ricerca di un luogo più ritirato chiesero di potersi insediare, insieme ad altre compagne, nel monastero di San Silvestro. Questo ritornò così a rivivere, animato dalla fede e dallo zelo delle monache, talmente alto che - si ricorda nelle cronache - il vescovo dovette intervenire per temperare le regole troppo severe che Domicilla, la badessa, aveva imposto. Nel 1551 nel monastero, il più florido della città, erano presenti ben 25 monache e fino alla metà del Settecento superarono sempre la trentina. La chiesa, che aveva sei altari, fu rimaneggiata nel 1568 e negli anni seguenti; nel secolo successivo si demolirono le absidi per l'erezione del coro delle monache e si arricchì l'interno di un soffitto a lacunari decorato di sette tele, fra cui cinque del Carpioni.

### Nuove chiese e conventi maschili
Quanto agli ordini religiosi maschili, era ormai finita l'epoca dei monasteri e, già dal secolo XIII, era iniziata quella dei conventi, ben inseriti nella città.
Verso il 1430 giunsero a Vicenza i Gesuati che in Borgo Pusterla costruirono in qualche decennio sia la chiesa, che fu consacrata nel 1491, che il convento. I Gesuati vivevano assai poveramente, fornendo una stabile testimonianza di vita cristiana che durò fino al Concilio di Trento.
Gli Osservanti comprarono il terreno in pra' dell'Asinello presso Porta Pusterla e, aiutati da molte donazioni di benefattori privati, provvidero a costruire il monastero e la chiesa di San Biagio Nuovo tra il 1530 e il 1545; nella seconda metà del secolo la chiesa fu arricchita di altari e cappelle.

## Dalla seconda metà del XVI a tutto il XVIII secolo

### Caratteristiche strutturali e artistiche

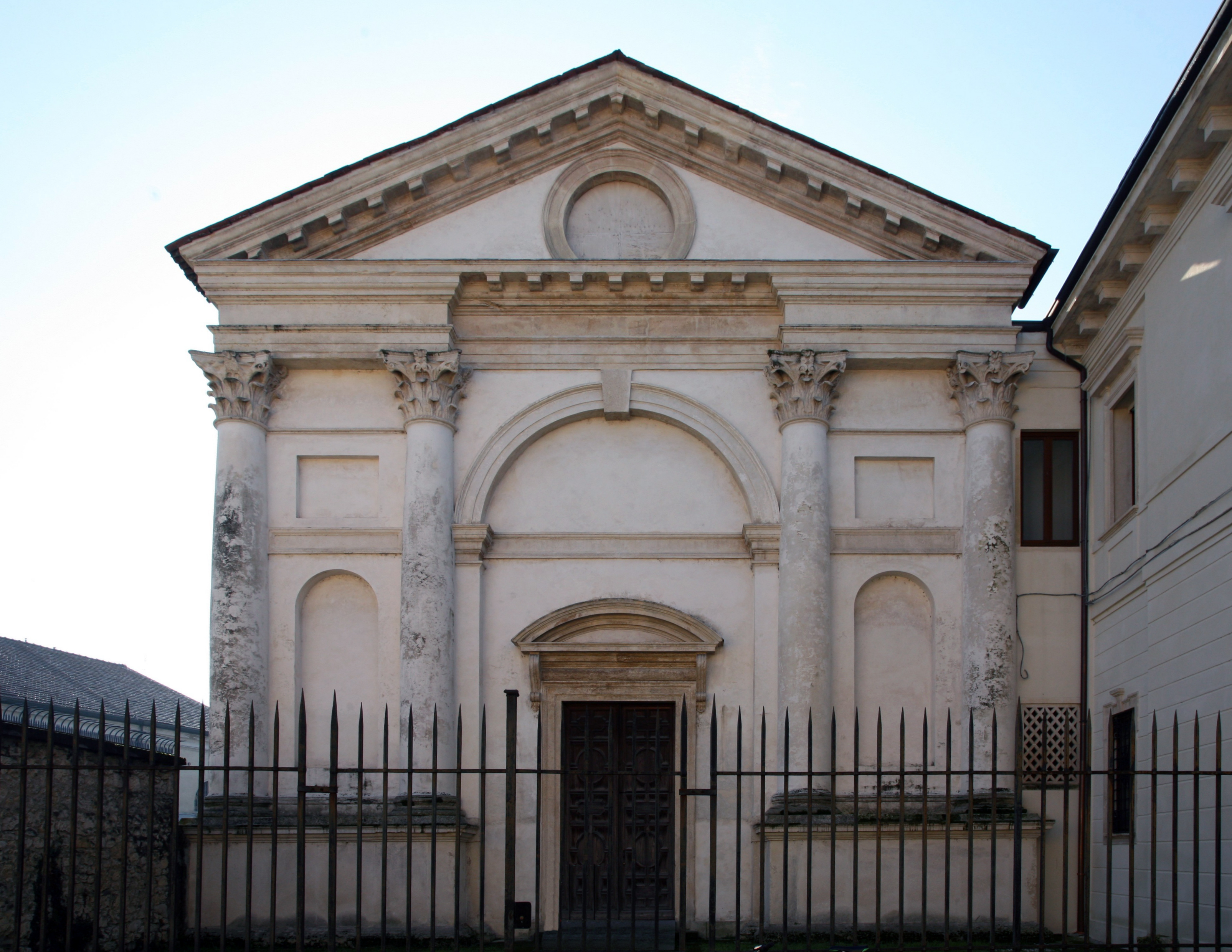
Facciata della chiesa di Santa Maria Nova, unico edificio religioso interamente progettato da Palladio a Vicenza.

A partire dalla seconda metà del Cinquecento, l'architettura religiosa a Vicenza cambiò decisamente di segno. L'impostazione artistica di Andrea Palladio, che vedeva la città come una grande scenografia, bene si conciliava con le motivazioni teologiche della riforma ecclesiastica voluta dal Concilio di Trento.
La chiesa edificio divenne il simbolo della potenza di Dio, assumendo un carattere monumentale, a differenza delle chiese protestanti, spoglie e prive di simboli, del Nord Europa. La costruzione di nuovi edifici religiosi e il rifacimento di quelli esistenti in precedenza avvenne utilizzando gli schemi classici proposti dal Palladio e venne affidata agli architetti che a lui si ispiravano. Chiese e conventi non si distinguevano quasi dai palazzi signorili: in entrambi colonne e timpani, grandi portali e finestroni, soffitti dipinti, statue, intarsi e marmi colorati. Cambiavano solo i soggetti raffigurati nelle statue e nei dipinti ispirati alla tradizione religiosa o alla mitologia classica; ma non mancavano, anche nelle chiese, simboli guerrieri e stemmi gentilizi delle famiglie che ne avevano finanziato la costruzione.
Venne data particolare rilevanza alla luce, intesa a riflettere il paradiso.

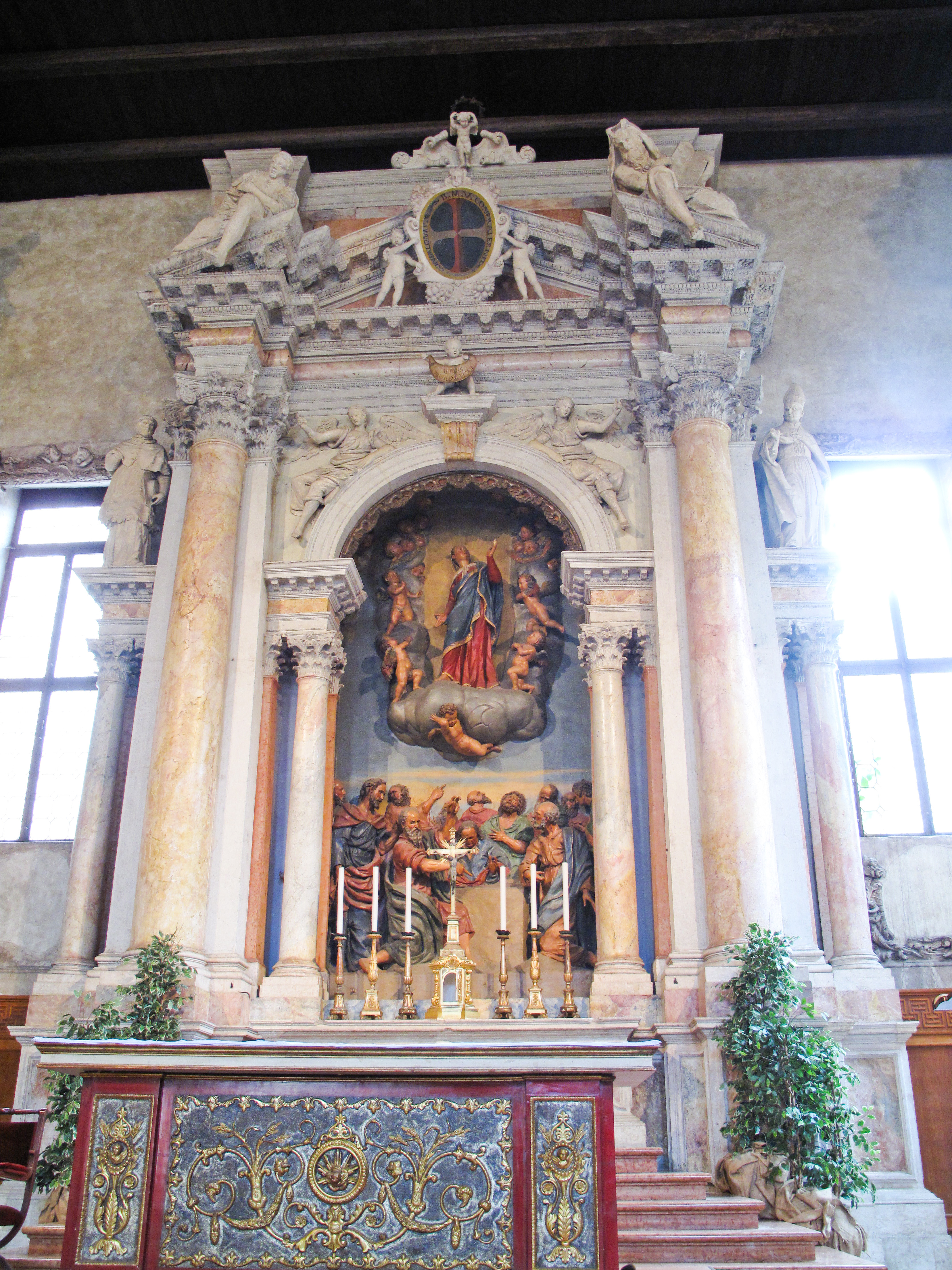
Altare e pala dell'Assunzione di Maria nell'Oratorio del Gonfalone

L'altare maggiore venne posto a mezza altezza sopra a una scalinata nella cappella centrale; il celebrante - in pieno contrasto con la teologia protestante, dove il pastore è solo un membro della comunità - rivolto verso l'altare, era lontano dal popolo, nonostante gli stalli del coro dei canonici o dei frati - che in precedenza erano posti a metà della navata centrale, fossero stati spostati sul fianco o dietro l'altare maggiore.
Vi fu una moltiplicazione del numero delle cappelle e degli altari laterali, su cui i sacerdoti, che si mantenevano con questi benefici, potevano quotidianamente officiare, anche per soddisfare i numerosi lasciti testamentari per la celebrazione di messe in suffragio dei defunti.
Frequenti erano le raffigurazioni simboli del paradiso - angeli e cherubini, santi in estasi, chiaroscuri, e della Chiesa, chiavi di San Pietro e triregno, stemmi cardinalizi e vescovili. Si trattava di simboli non presenti (proibiti) nelle chiese protestanti.
I lavori vennero alimentati da botteghe di lapicidi (acquistarono fama quelle di Pedemuro, degli Albanese, dei Merlo), da architetti e capomastri (come il Guarini, Antonio Pizzocaro, i Borella), da scultori (i fratelli Marinali), da pittori (come i Maganza, Francesco Maffei, Giulio Carpioni) e dagli artigiani (falegnami, intarsiatori) che producevano gli arredi.

### Chiese e conventi della Controriforma
La costruzione di nuove chiese corrispose, in genere, all'entrata in città di nuovi ordini religiosi.

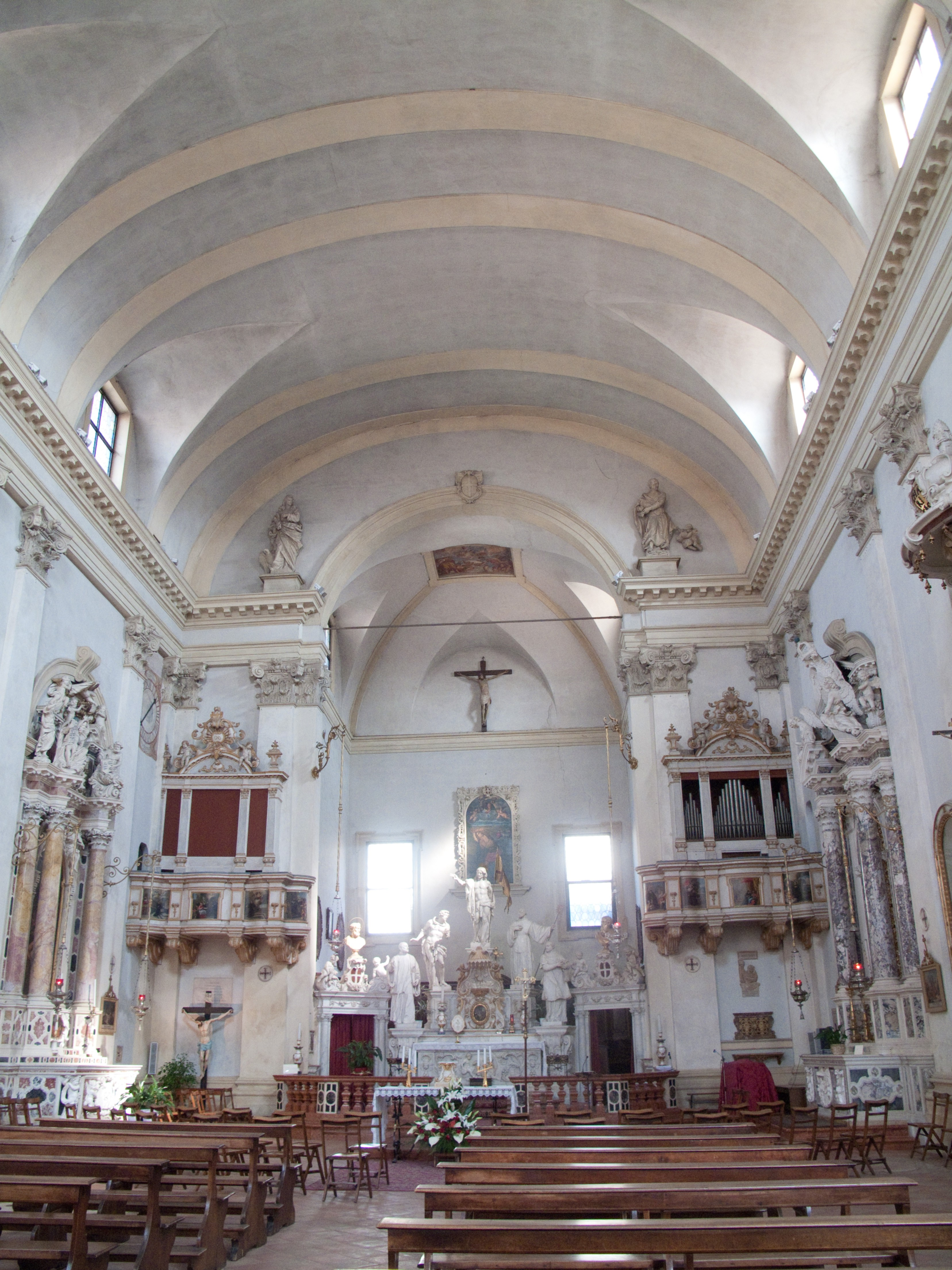
Interno della chiesa di San Giuliano

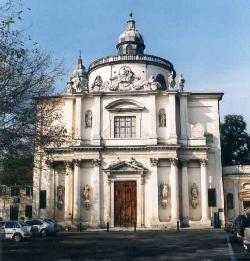
La chiesa di Santa Maria in Araceli, attribuita a Guarino Guarini

Nel 1647 giunsero a Vicenza i frati dell'Ordine dei Minimi che, con l'appoggio di alcune famiglie nobili della città, ottennero dal Comune il possesso della chiesa di San Giuliano, che però era in condizioni precarie e troppo piccola per le loro esigenze. Con ripetute suppliche che durarono circa un secolo ottennero dal Comune la concessione di spazi sempre più ampi e il finanziamento dei lavori di costruzione e di abbellimento. Nel 1666 - sotto la direzione dell'architetto Antonio Pizzocaro che aveva redatto il progetto - iniziò la costruzione del convento e nel 1684 di una nuova chiesa di dimensioni maggiori, che fu dedicata anche a San Francesco di Paola, fondatore dell'Ordine e che venne definita "uno dei più cospicui templi" della città. Anche per riparare i danni provocati dal terremoto del 1695, nel 1743 i minimi chiesero e ottennero dal Comune di poter costruire un nuovo convento con la facciata sulla strada regia, cioè la strada per Padova. I minimi vicentini furono costretti a lasciare San Giuliano nel 1784, in base a una ducale della Repubblica di Venezia che aboliva le comunità religiose troppo esigue. Pochi anni più tardi - cacciati a loro volta dai decreti napoleonici dal convento di San Biagio in Pedemuro - nel monastero e nella chiesa si trasferirono i Cappuccini.
La chiesa di San Girolamo, officiata dai Gesuati, fu per secoli sotto il patronato della famiglia Arnaldi, che con sostanziose donazioni fece costruire la cappella centrale e alcuni altari laterali. Ma l'ordine dei Gesuati fu sciolto da papa Clemente IX nel 1668 per recuperarne i beni, venderli ad altri religiosi e destinare il ricavato alle spese della guerra contro i turchi. Al loro posto si insediarono i Carmelitani Riformati o Scalzi che, nella prima metà del Settecento, iniziarono la costruzione dell'attuale chiesa di San Marco in San Girolamo; alla nuova chiesa, mantenuta l'intitolazione a San Girolamo, fu aggiunta quella di Santa Teresa d'Avila, la santa di riferimento per i Carmelitani.
Nel 1595 entrarono in città i teatini, l'ordine fondato dal vicentino San Gaetano Thiene, che assunsero la gestione della parrocchia di Santo Stefano e intorno al 1667-1668 costruirono il loro convento. Due anni dopo fu canonizzato San Gaetano e questo attirò notevoli contribuzioni e donazioni da parte sia del Comune sia di privati. Quando però, negli ultimi anni del secolo, essi intrapresero la completa ricostruzione della chiesa di Santo Stefano e però si videro negare il cambio della intitolazione in favore del loro patrono, abbandonarono la parrocchia e in soli nove anni - sostenuti da forti finanziamenti privati (il Comune era invece contrario a questo doppione) - costruirono la nuova chiesa di San Gaetano Thiene, con la facciata sul corso principale della città..
La ricostruzione di Santo Stefano - a Vicenza l'unica chiesa di impronta schiettamente romana, iniziata dall'imprenditore vicentino Carlo Borella - che in quel periodo godeva di grande fama per avere costruito la chiesa di Araceli e il santuario di Monte Berico - si protrasse per oltre 40 anni, sostenuta da erogazioni del Comune e da donazioni di privati cittadini e si concluse nel 1764 con la costruzione dell'altare maggiore.
I Padri Somaschi, insediati nella parrocchia dei santi Filippo e Giacomo e incaricati dell'istruzione della gioventù e del clero diocesano, in particolare nel nuovo seminario, durante la seconda metà del Seicento si impegnarono nel rifacimento della chiesa e nella costruzione di un imponente convento (attuale sede della Biblioteca Civica Bertoliana).

### Fervore di rinnovamento
Sulla scia del rinnovamento religioso della Controriforma furono anche ricostruiti o ristrutturati molti altri edifici preesistenti, chiese e monasteri. Le modalità di iniziativa e finanziamento furono quelle consuete - cospicue donazioni e lasciti privati e finanziamenti pubblici - a ulteriore testimonianza dell'unico sistema sociale e di potere in cui si intrecciavano strettissimi rapporti tra autorità civile, autorità religiosa e famiglie aristocratiche della città. Fino a tutto il Seicento anche architetti, impresari e capomastri, botteghe artigiane di pittori e scultori furono più o meno gli stessi e vicentini.
Alcune costruzioni importanti interessarono le chiese di proprietà municipale.

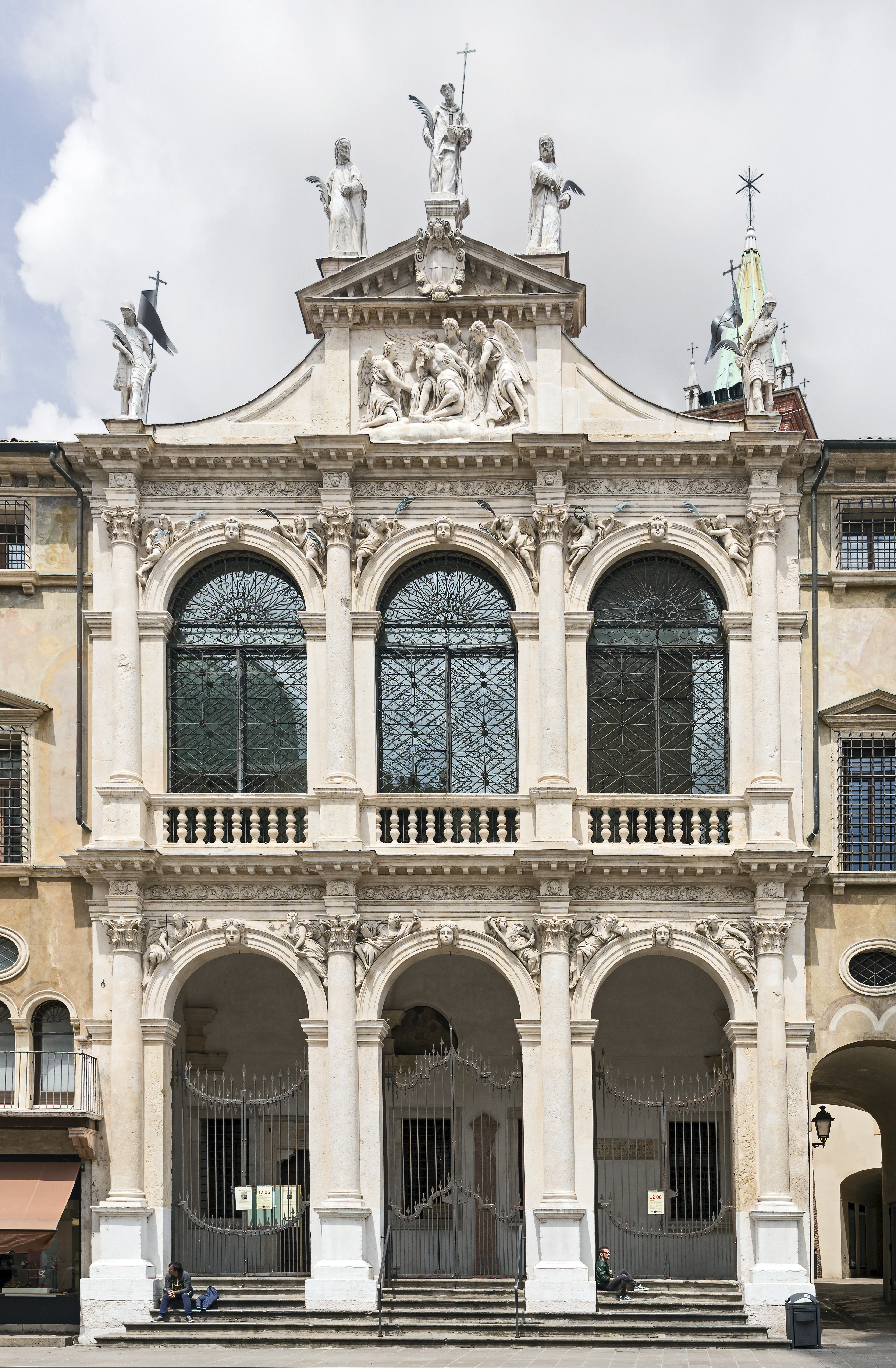
Facciata della chiesa di San Vincenzo

Agli inizi del Seicento, ultimati i lavori del Monte di Pietà cittadino, venne commissionata la costruzione in stile barocco della facciata e di un nuovo monumentale ingresso della chiesa di San Vincenzo, incastonata nel palazzo, quale segno della centralità del culto vicentino. Un secolo più tardi fu realizzato il prolungamento dell'interno della chiesa, con l'erezione del nuovo presbiterio, dallo stesso architetto che aveva costruito la prestigiosa facciata del palazzo su contrà del Monte, Francesco Muttoni.
Cessata la peste del 1630, i maggiorenti del Comune in accordo con i Serviti decisero di ingrandire la chiesa quattrocentesca di Monte Berico; l'impresario Carlo Borella - realizzando un progetto di Andrea Palladio del 1562, ma discostandosene in parte, realizzò la nuova basilica in stile barocco.
Della chiesa e del convento di San Giuliano, anch'essi di proprietà municipale e affidati ai frati minimi, si è detto sopra.
Altri edifici furono invece rinnovati su iniziativa privata.
In Borgo Berga, soprattutto per l'impulso dato dal patronato della famiglia Valmarana e del giureconsulto Giovanni Maria Bertolo, alla fine del Seicento furono costruiti la nuova chiesa del monastero benedettino di Santa Caterina e l'oratorio delle Zitelle, entrambi attribuiti ad Antonio Pizzocaro. Quasi contemporaneamente fu sostituita con una più grande la facciata barocca della chiesa di Santa Caterina in Porto, attribuita al Muttoni.
L'antica chiesa di Araceli, più volte ristrutturata nel corso del tempo, fu demolita nel 1675 e ricostruita in forme barocche su progetto dell'architetto Guarino Guarini e lavori di Carlo Borella.
La chiesa dei Filippini fu eretta a partire dal 1730, opera di due architetti: il veneziano Giorgio Massari, che realizzò l'abside e la pianta, e il vicentino Antonio Piovene che ne progettò la navata e la facciata, quest'ultima realizzata su interpretazione del progetto di Ottone Calderari per la chiesa degli Scalzi.
Anche nella cattedrale, il cui aspetto attuale risale alla metà del Quattrocento, continuarono nei secoli successivi i lavori e i rimaneggiamenti: la costruzione dell'attuale abside - avviata nel 1482 da Lorenzo da Bologna - fu completata nel 1540, quando sembrò che vi si dovesse celebrare il Concilio poi tenutosi a Trento, e alla seconda metà del secolo risalgono le opere del Palladio, il portale settentrionale, il tamburo e la cupola.

### Oratori e cappelle della Confraternite

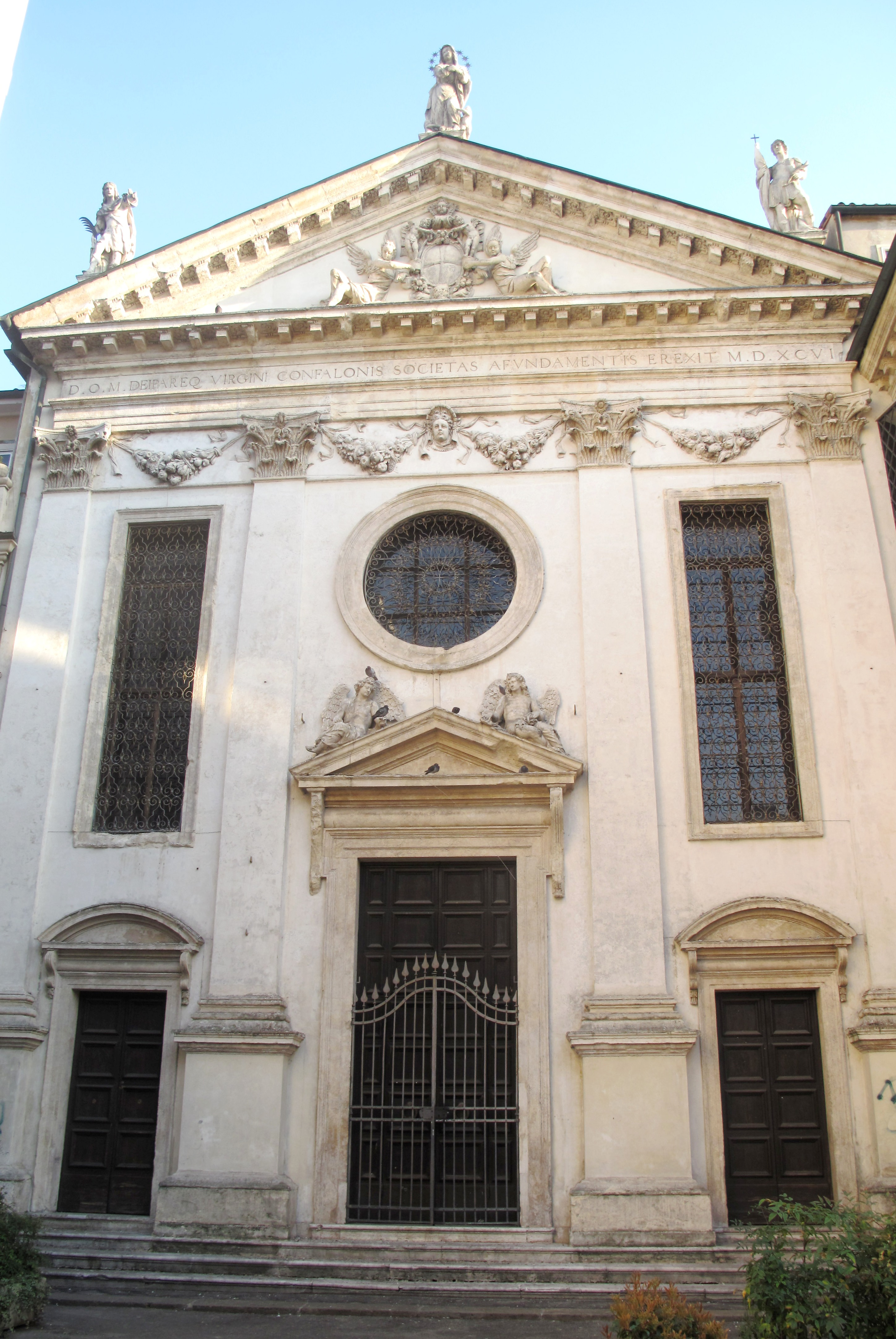
Facciata dell'Oratorio del Gonfalone in piazza Duomo

Portatrici di una religiosità che nasceva dalla fede popolare e, allo stesso tempo, degli interessi delle famiglie nobili cittadine, le confraternite crearono degli spazi religiosi - gli oratori - vere chiese private in cui si celebrava la messa e i membri del sodalizio ricevevano i sacramenti, assistevano alle funzioni, si organizzavano nelle pratiche di devozione e nelle opere di carità.
Presso la chiesa di Santa Corona, dove entrambe avevano una propria cappella, costruirono il proprio oratorio sia la confraternita della Misericordia, detta anche dei Turchini, che quella del Rosario, particolarmente popolare dopo la battaglia di Lepanto.
Le rispettive confraternite fecero costruire l'Oratorio del Gonfalone in piazza Duomo, quello del Crocifisso dietro alla chiesa di Santa Maria dei Servi e quello di San Nicola da Tolentino annesso alla chiesa di San Michele.

## Età contemporanea
Il passaggio dal XVIII al XIX secolo rappresentò un momento di svolta radicale per l'organizzazione ecclesiastica, così come per i luoghi di culto e di vita religiosa in città e nel territorio.
Il cambiamento era iniziato già nel 1771, quando la Repubblica di Venezia aveva emanato dei decreti che abolivano monasteri e conventi in cui non fosse presente un numero minimo di religiosi e incameravano i beni nel demanio pubblico. Questa fu ad esempio la sorte del monastero di San Bartolomeo, il più ricco in città dopo quello di San Felice, che fu trasformato in ospedale cittadino. Anche i pochi monaci camaldolesi che vi erano rimasti furono allontanati dal convento di Santa Lucia, così come nel 1984 i frati minimi da San Giuliano.
Ma il cambiamento radicale avvenne sotto l'Impero francese quando, in due momenti successivi, nel 1806 e nel 1810, furono eliminati per legge tutti i monasteri e conventi maschili e femminili e fu ridotto il numero delle parrocchie. Ciò comportò per la comunità ecclesiale la perdita dell'ingente patrimonio immobiliare accumulato nel corso dei secoli, che fu demanializzato e quasi sempre lasciato in stato di abbandono: gli edifici conventuali furono riutilizzati come caserme o magazzini, molte chiese furono sconsacrate e demolite, il patrimonio artistico venne disperso.
L'avvento, a distanza di pochi anni, del cattolicissimo Impero asburgico non ripristinò la situazione precedente: non solo erano spariti il patrimonio immobiliare e artistico, ma anche i benefici collegati ad altari, cappelle e chiese che formavano la base necessaria per il loro mantenimento. Ma soprattutto era radicalmente cambiato, se non addirittura sparito, il ceto aristocratico cittadino che nei secoli precedenti - occupando tutte le cariche importanti nell'amministrazione pubblica, nella gerarchia ecclesiastica e persino all'interno di conventi e monasteri - aveva creato e incrementato questo patrimonio, mediante finanziamenti pubblici e privati.
Di più, gli edifici religiosi non avevano più la funzione simbolica del passato, quando erano serviti a celebrare, oltre che i santi, anche i condottieri e le vittorie militari, i fasti della Repubblica di Venezia e del papato, l'identità culturale di un capoluogo di terraferma. L'Illuminismo del secolo precedente, la nuova economia del territorio, la diversa situazione politica ormai imponevano simboli identitari nuovi.
Per la Chiesa non fu unicamente un danno: privata della maggior parte dei beni materiali e dei vincoli dai quali neppure papi e vescovi locali erano riusciti a scioglierla, fu più libera di ricostruire e orientare la propria organizzazione intorno alle parrocchie diocesane, così come di promuovere gli aspetti più spirituali, culturali e teologici della propria missione.
Tutto ciò fino al secondo dopoguerra.

### Caratteristiche strutturali e artistiche

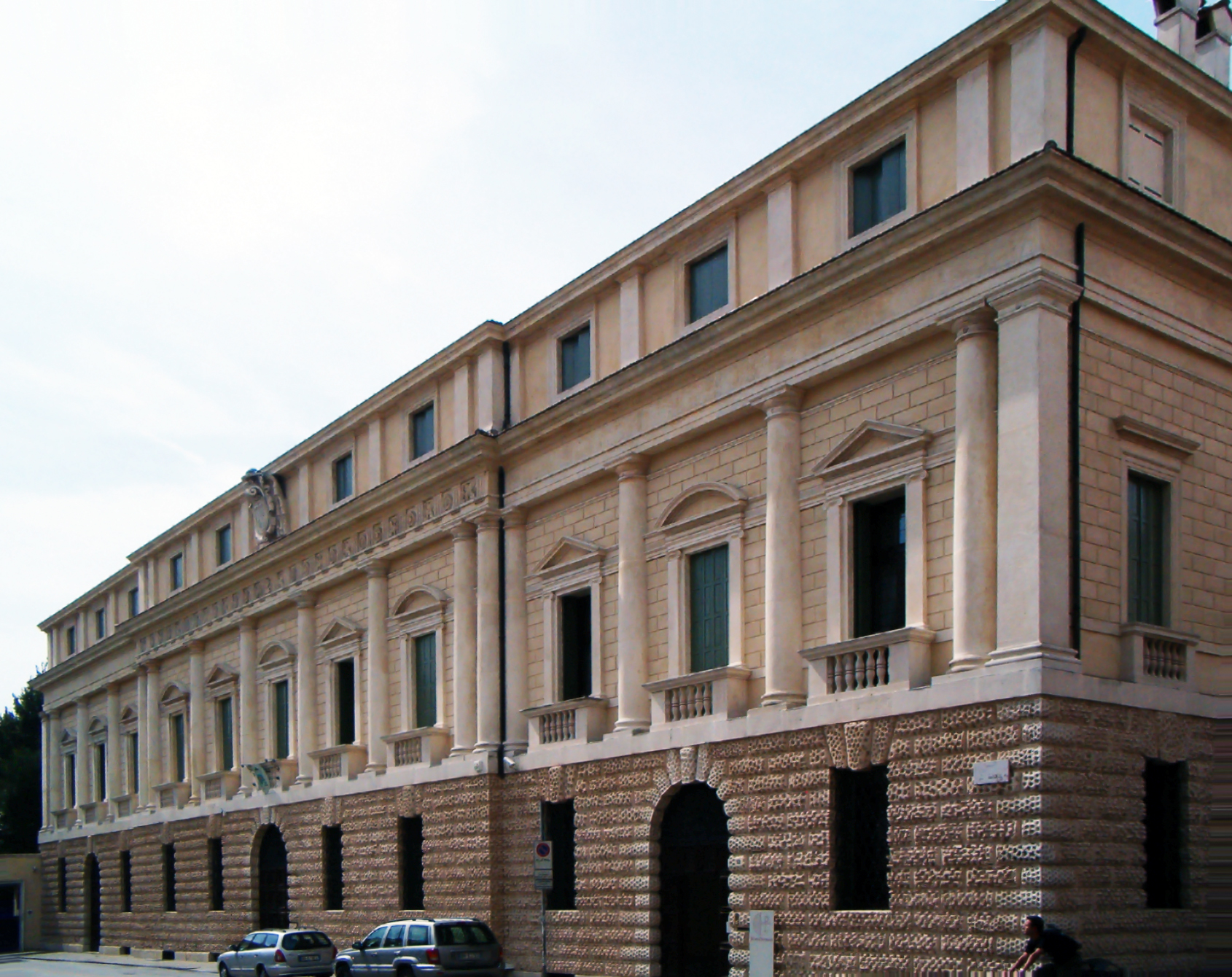
Il palazzo vescovile visto da piazza Duomo

Ben poco si può dire sulle caratteristiche dell'architettura religiosa dall'inizio del XIX alla metà del XX secolo perché, data la situazione, quasi nulla fu costruito ex novo.
Fanno eccezione il palazzo vescovile, il seminario e il cimitero maggiore, ma si tratta più che altro di edifici civili, alla costruzione dei quali furono applicati i canoni del tempo. Se ne occuparono Bartolomeo Malacarne e Giacomo Verda, gli architetti e urbanisti autori di molti interventi di normalizzazione nella città, e il veneziano Francesco Lazzari: tutti progettarono secondo un rigoroso stile neoclassico palladiano, con criteri di massima razionalità e funzionalità.
Nella seconda metà dell'Ottocento, quando si dovette mettere mano al restauro di alcune importanti chiese vicentine, i rifacimenti del gotico quattrocentesco furono in stile neogotico; se ne possono osservare le tracce sugli esterni della cattedrale, di Santa Corona e della prima chiesa del santuario di Monte Berico.

### Riforma napoleonica dell'organizzazione ecclesiastica
Il complesso sistema ecclesiastico vicentino, nella sua composizione di diocesi, parrocchie, monasteri e conventi, ordini religiosi e confraternite laiche, patrimoni, privilegi e benefici del clero, fu profondamente modificato ai primi dell'Ottocento dalla legislazione napoleonica, che fu conservata anche sotto l'Impero asburgico.
Nella città di Vicenza la rete parrocchiale fu completamente ridimensionata, con l'obiettivo di eliminare i centri di culto superflui. Le parrocchie furono ridotte da 15 a 10: nel centro storico in senso stretto rimasero soltanto le parrocchie della Cattedrale, di Santo Stefano e di San Marcello (trasportata più tardi dalla chiesa di San Marcello a quella vicina dei Filippini), alle quali si aggiunse la parrocchia di Santa Maria dei Servi, nella quale fu trasferita quella precedente di San Michele. Le altre parrocchie della città furono quelle di Santa Caterina in sostituzione di San Silvestro per tutto il Borgo Berga, di Santa Maria in Araceli in sostituzione di quella che faceva capo alla chiesa di Santa Lucia per il Borgo Santa Lucia, di San Pietro, dei Santi Felice e Fortunato, di Santa Croce in San Giacomo per Borgo Porta Nova, di San Marco in San Girolamo per il Borgo Pusterla. I territori delle parrocchie si estendevano anche alle colture dei borghi.
Tra il 1807 e il 1810 furono soppressi tutti i conventi maschili: dei 13 esistenti in città nel 1797, dopo il decreto del 1806 rimasero in vita almeno parzialmente quelli dei domenicani di Santa Corona, dei carmelitani di San Girolamo degli Scalzi, dei cappuccini di San Giuliano, dei padri riformati di San Giuseppe dei Riformati, dei filippini di San Filippo Neri e dei servi di Maria di Monte Berico. Tutti furono poi soppressi con la legge napoleonica del 25 aprile 1810.
Lo stesso avvenne per i monasteri femminili: dei 14 esistenti in città all'avvento del governo democratico nel 1797, con l'esecuzione del decreto vicereale del 28 luglio 1806 furono lasciati in vita i monasteri delle umiliate di Ognissanti, delle agostiniane del Corpus Domini e di Santa Maria Maddalena in Borgo Pusterla (Convertite), delle clarisse di Santa Chiara e di Santa Maria in Araceli, delle cappuccine, delle dimesse di Santa Maria Nova, delle benedettine di San Pietro e delle domenicane di San Domenico. Tutti i monasteri sopravvissuti furono poi soppressi con la suddetta legge napoleonica del 1810.
Furono soppresse anche tutte le confraternite, ad eccezione di quella del Santissimo Sacramento, con le loro cappelle o chiese.
I religiosi - privati delle loro fonti di reddito, perché la legislazione napoleonica aveva incamerato nel demanio i legati di culto, cioè i lasciti per la celebrazione di funzioni religiose - o si dispersero o andarono ad ingrossare le file del clero parrocchiale: la città ebbe in media un sacerdote ogni 150 abitanti.
Questo ridimensionamento portò alla spoliazione e alla riconversione di alcune chiese, anche storiche come quella dei Santi Faustino e Giovita e quella dei Santi Filippo e Giacomo, e alla demolizione di altre, come quasi tutte le antiche cappelle della città: San Marcello, San Paolo, San Eleuterio (Santa Barbara), San Michele.

### Ripresa dell'insediamento di ordini religiosi
Conclusosi il periodo dell'occupazione francese, sotto l'Austria alcuni ordini religiosi ripresero a vivere in città, quasi sempre per svolgere attività pastorali e sociali.

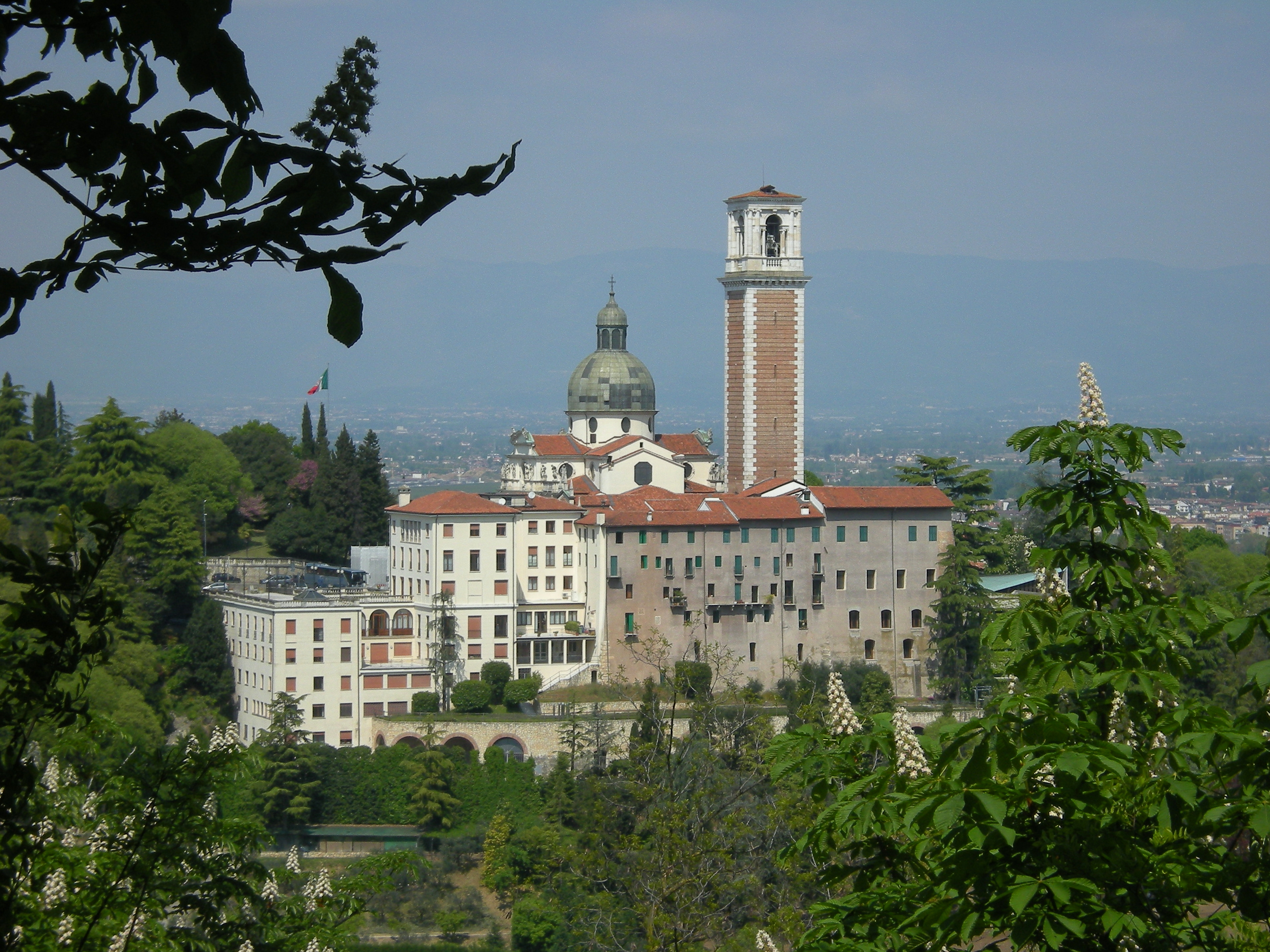
Il complesso del santuario di Monte Berico visto da sud, con le opere del XIX e del XX secolo

Il Santuario di Monte Berico e i servi di Maria che lo officiavano godevano di notevole prestigio in città, per cui la ripresa della vita religiosa del santuario fu rapida e portò al decreto imperiale del 1835, che ricostituì il convento.
Ma anche prima l'attività edilizia era proseguita: è del 1817 la costruzione delle tre nuove gradinate laterali, opera di Giacomo Verda; del 1821 le 8 campane Si2, suonate alla vicentina; nel 1826 fu avviata la sostituzione del campanile quattrocentesco con uno più grandioso, disegnato dall'architetto vicentino Antonio Piovene; nel 1860 venne restaurata la facciata della chiesa quattrocentesca, sul lato ovest, ad opera dell'architetto Giovanni Miglioranza che la rifece in stile neogotico. Anche nel Novecento vi furono altre aggiunte. A fianco del campanile fu costruita fra il 1971 e il 1972 la moderna Penitenzieria.
Nel 1830 la chiesa di Santa Lucia, in stato di abbandono, fu affidata ai Frati Minori Riformati, che restaurarono e ampliarono il convento. Non durò molto, perché anche il nuovo Regno d'Italia emanò leggi di soppressione degli enti religiosi e la parte conventuale venne adibita a casa di ricovero, lasciando ai frati solo la chiesa, che nel 1895 fu acquistata dalla Congregazione di carità dei Sacerdoti.
Nel 1837, per volontà dell'imperatore Francesco I d'Austria che ne apprezzava l'opera, le Dame Inglesi presero possesso della parte conventuale che già era stata dei Carmelitani, contigua alla chiesa di San Marco in Borgo Pusterla, dove costruirono un oratorio e dove gestirono e gestiscono tuttora attività educative.
Le Suore maestre di Santa Dorotea, ordine istituito nel 1836 da Giovanni Antonio Farina poi vescovo di Vicenza, fecero costruire intorno al 1940 la chiesa madre del loro Istituto, intitolata ai Sacri Cuori, nel 1913 la chiesa dell'Adorazione Perpetua e intorno al 1950 la cappella di santa Maria Bertilla.
La chiesa e il convento francescano di San Lorenzo ebbero una storia più tormentata. Saccheggiati e utilizzati dapprima come ospedale militare, poi per l'acquartieramento delle truppe napoleoniche, rimasero in stato di abbandono finché nel 1836 il Comune li acquistò per effettuare il restauro. Nella chiesa vennero trasportati monumenti e tombe provenienti da altre chiese cittadine e venne riaperta al culto nel 1839 ma, nel corso del tempo, fu nuovamente chiusa nel 1859 e nel 1866, durante le guerre d'indipendenza, utilizzata per necessità belliche. Nonostante continui lavori di restauro, nel 1903 la chiesa fu dichiarata pericolante per lesioni strutturali e nuovamente chiusa per un radicale intervento. Riaperta nel 1914, dopo quasi dieci anni di lavori, fu nuovamente chiusa un anno più tardi, in seguito allo scoppio della prima guerra mondiale, ancora una volta per essere adibita a magazzino di approvvigionamento alimentare. Riaperta definitivamente al culto nel 1927, fu riaffidata ai francescani conventuali che tuttora la officiano.
Nel 1880 vennero a Vicenza i Giuseppini del Murialdo, dove istituirono il Patronato Leone XIII e costruirono al suo interno la chiesa dedicata al Sacro Cuore di Gesù.

### Altri edifici religiosi dell'Ottocento e del primo Novecento

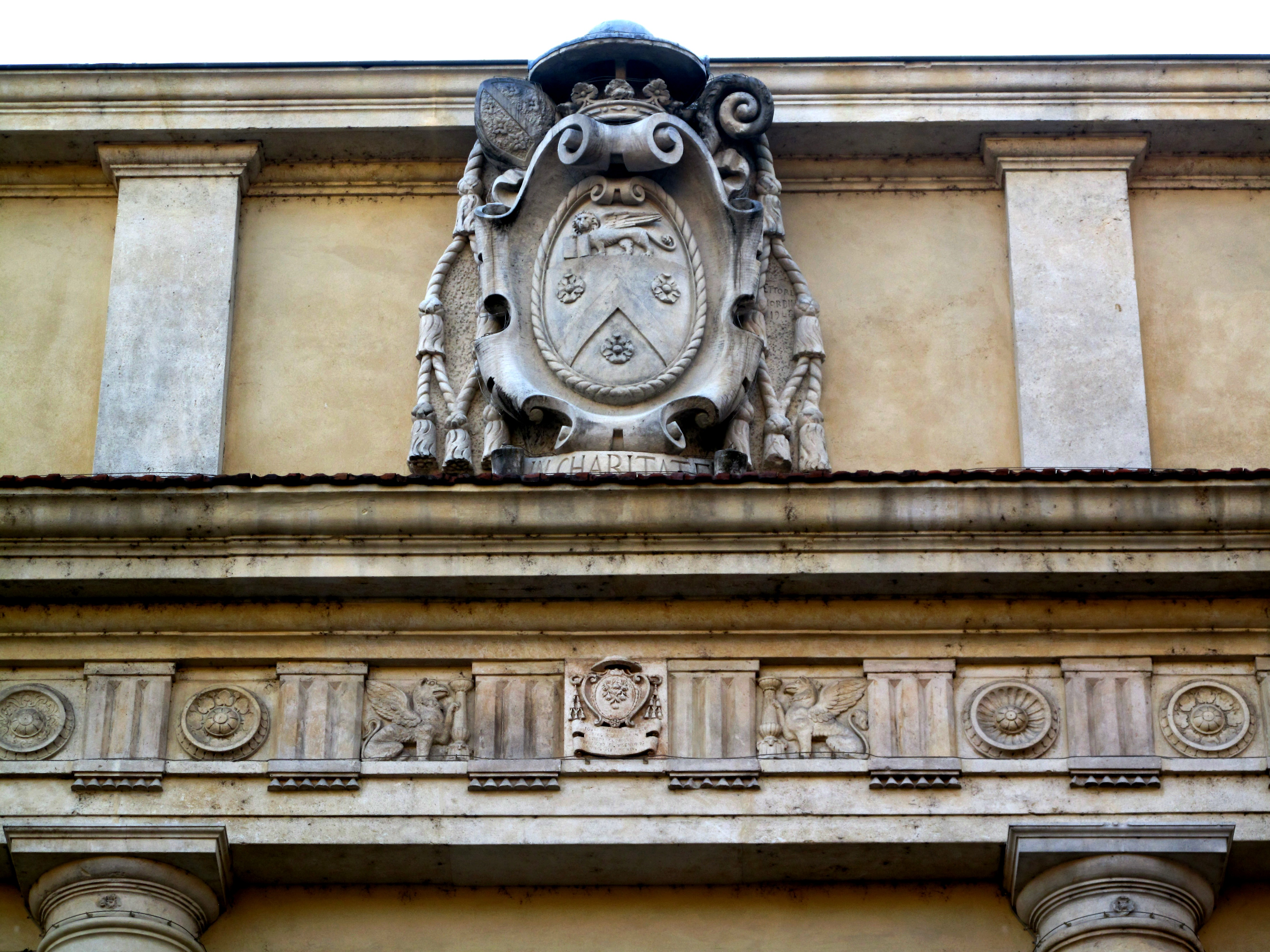
Facciata del palazzo Vescovile: dettaglio con lo stemma del vescovo Carlo Zinato.

Dal 1810 al 1818, per tutto il periodo di transizione dal Regno d'Italia al Regno Lombardo-Veneto, la sede vescovile rimase vacante, ma si volle comunque ristrutturare il palazzo vescovile. L'ala meridionale fu sostituita nel 1812-14 con una costruzione progettata da Bartolomeo Malacarne, che però non piacque e fu presto abbattuta. Venne poi sostituito il corpo centrale di Ottavio Bruto Revese con un palazzo progettato dall'architetto luganese Giacomo Verda.
Questa parte del palazzo fu distrutta da ripetute incursioni aeree angloamericane durante la seconda guerra mondiale, e venne ricostruita dal 1947 al 1952, con l'aggiunta dell'attico, al centro del quale spicca il grande stemma del vescovo Carlo Zinato.

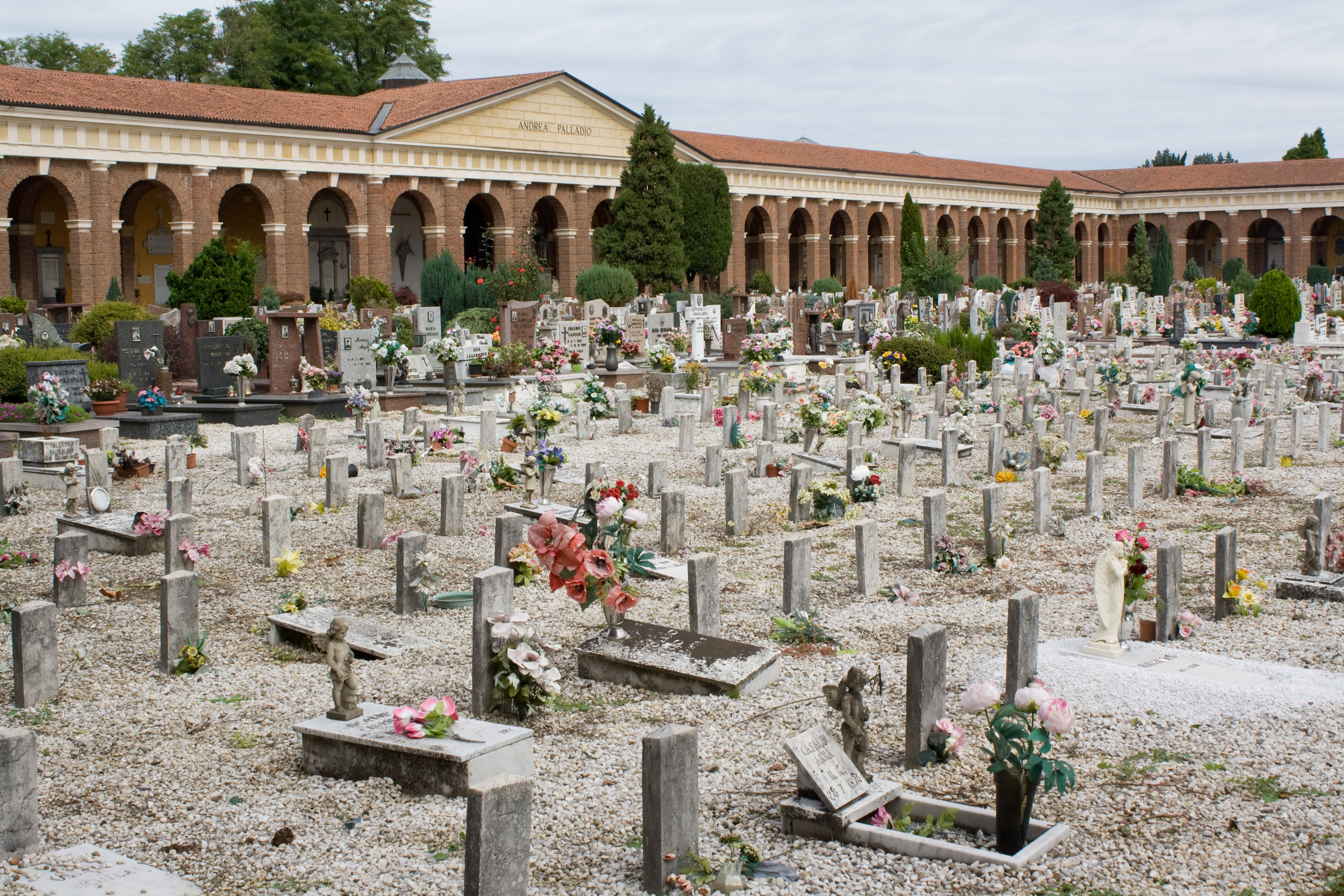
Il Cimitero Monumentale - Porticato nord e settore degli infanti

Un altro complesso, che a quel tempo si poteva classificare tra gli edifici a carattere religioso e specificamente cattolico, fu il Cimitero maggiore, commissionato dal Comune a Bartolomeo Malacarne, che lo predispose nel 1815-16; collocato lungo un tratto ancora spopolato della strada Postumia, fu completato nel 1848.

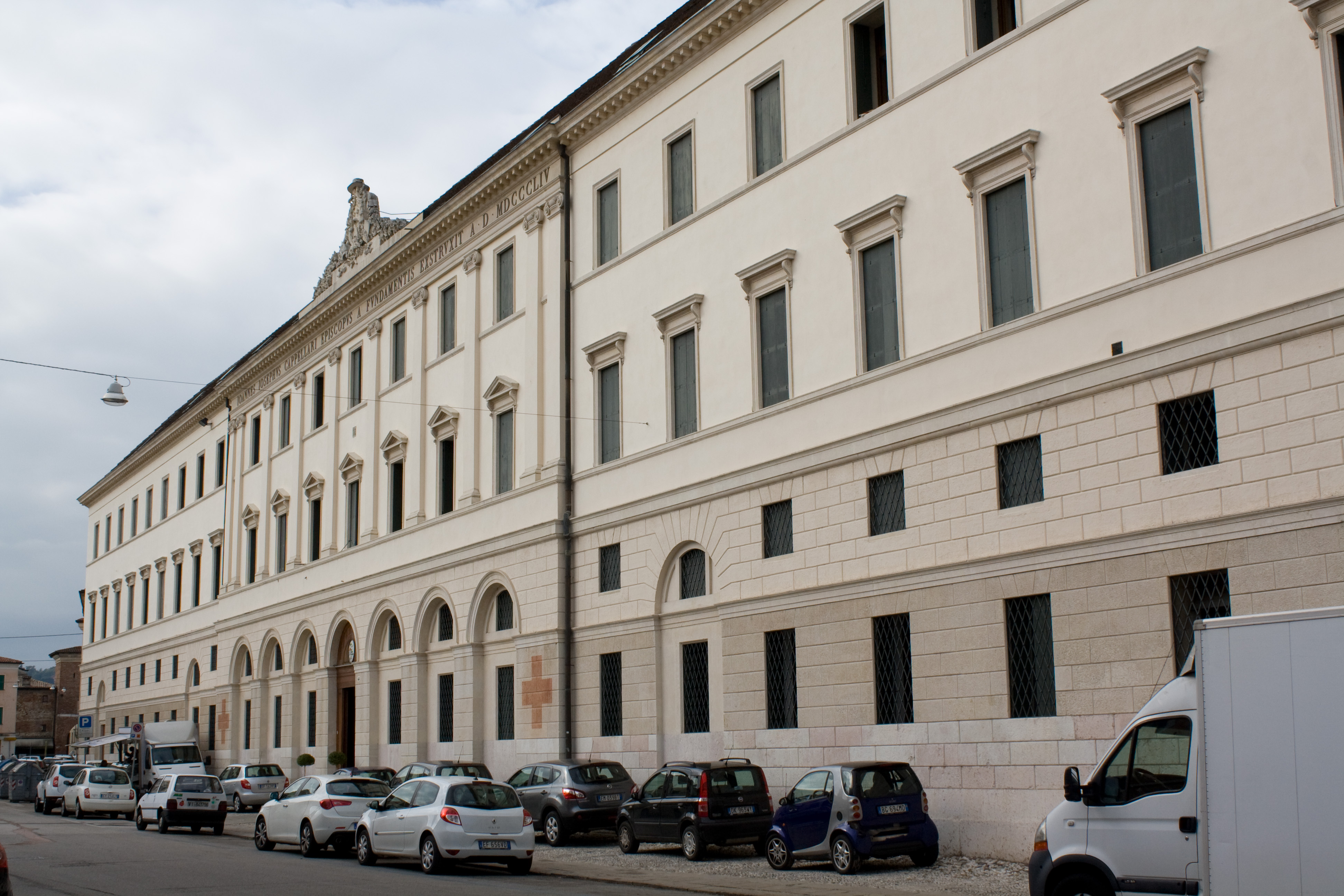
Il Seminario vescovile, costruito nella prima metà dell'Ottocento.

Dal 1842 al 1854, su progetto dell'architetto veneziano Francesco Lazzari e per volontà del vescovo Giovanni Giuseppe Cappellari, fu costruito, di fronte alla chiesa di Santa Lucia, il Seminario vescovile. Ma la costruzione non fu subito adibita alla funzione per cui era sorta e fu più volte utilizzata per usi civili: nel 1849 a causa del colera che colpì la città, poi fino al 1863 come caserma dalle truppe austriache, infine durante tutta la durata della prima guerra mondiale come ospedale militare. Su di un'area ancora scoperta, contigua al Seminario vescovile, nel 1958 fu costruito dalla diocesi il Seminario minore.
L'unica nuova chiesa pubblica di questo periodo, edificata per dare sede a una nuova parrocchia, fu quella della Madonna della Pace; costruita a iniziare dal 1914 laddove esisteva un più antico oratorio, fu dedicata con un voto fatto alla Madonna di Monte Berico dal vescovo Rodolfi, per scongiurare l'invasione nemica durante la prima guerra mondiale.

### Chiese del secondo dopoguerra
Già nella prima metà del secolo la città si era aperta, abbattendo quanto restava delle vecchie mura e delle porte della cinta, colmando i fossati e creando nuovi quartieri e nuove strade di circonvallazione; questo non aveva però modificato l'organizzazione ecclesiastica e il sistema delle parrocchie.
Dagli anni cinquanta in poi, invece, sotto l'effetto del boom demografico e dell'immigrazione interna, la città si espanse prepotentemente con la creazione di interi nuovi villaggi urbani; a questo sviluppo anche la diocesi corrispose con l'istituzione di nuove parrocchie, al fine di porre le chiese al centro dei nuovi insediamenti, secondo la nuova visione pastorale proposta dal Concilio Vaticano II. Lo stesso avvenne con gli insediamenti consolidatisi anche prima dell'ultima guerra, in cui ancora non era stata istituita la parrocchia (ad esempio i quartieri di San Bortolo e Ferrovieri).
La prassi più usata fu quella di acquistare un terreno centrale rispetto al nuovo insediamento, di costruire una piccola chiesa provvisoria - che in un secondo momento sarebbe diventata un centro giovanile - e affidarla a un sacerdote coadiutore della parrocchia madre. Una volta cresciuto il villaggio, veniva istituita la nuova parrocchia e si iniziava la costruzione della chiesa definitiva.
Rispetto ad altre realtà italiane, in cui la funzione della chiesa era considerata residuale e ad essa si assegnava un lotto marginale di terreno, a Vicenza per le chiese furono previsti, in genere, un ruolo e una collocazione centrali nel nuovo villaggio che si stava sviluppando. Spesso il progetto fu affidato a un architetto locale, coinvolto nell'organizzazione urbanistica e si evitarono così costruzioni - come avvenne in altri luoghi - basate su nuove concezioni teologiche ma estranee al sentimento religioso.
Così avvenne ad esempio per le chiese costruite negli insediamenti sorti tra la prima e la seconda circonvallazione: quelle del Cuore Immacolato di Maria e di San Paolo rispettivamente nei quartieri di San Bortolo e di San Paolo, di Cristo Re o Araceli Nuova nel quartiere Araceli, di Sant'Andrea nell'omonimo quartiere, di Sant'Antonio ai Ferrovieri, della Sacra Famiglia a San Lazzaro, di San Giuseppe Lavoratore a San Giuseppe, di Santa Bertilla alle Cattane.
Lo stesso avvenne per i villaggi sorti al di là della seconda circonvallazione: le chiese parrocchiali di San Carlo al Villaggio del Sole, di San Giovanni Battista a Laghetto, di Santa Maria Ausiliatrice a Saviabona, di San Francesco a San Francesco, di San Pio X nell'omonimo quartiere.

### Architettura conciliare

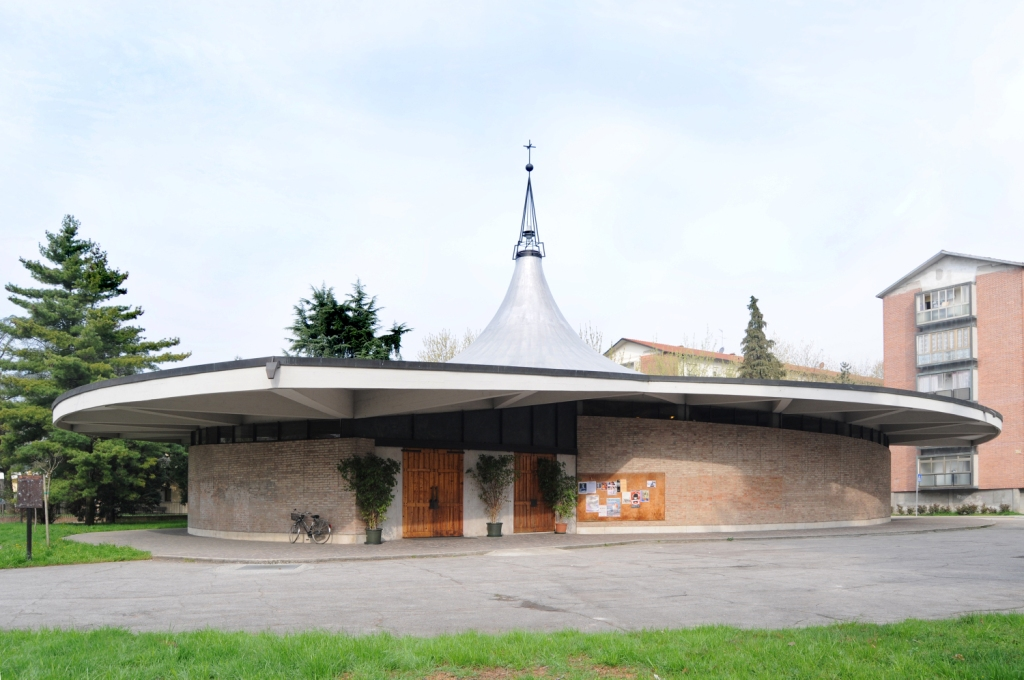
Chiesa di San Carlo al Villaggio del Sole

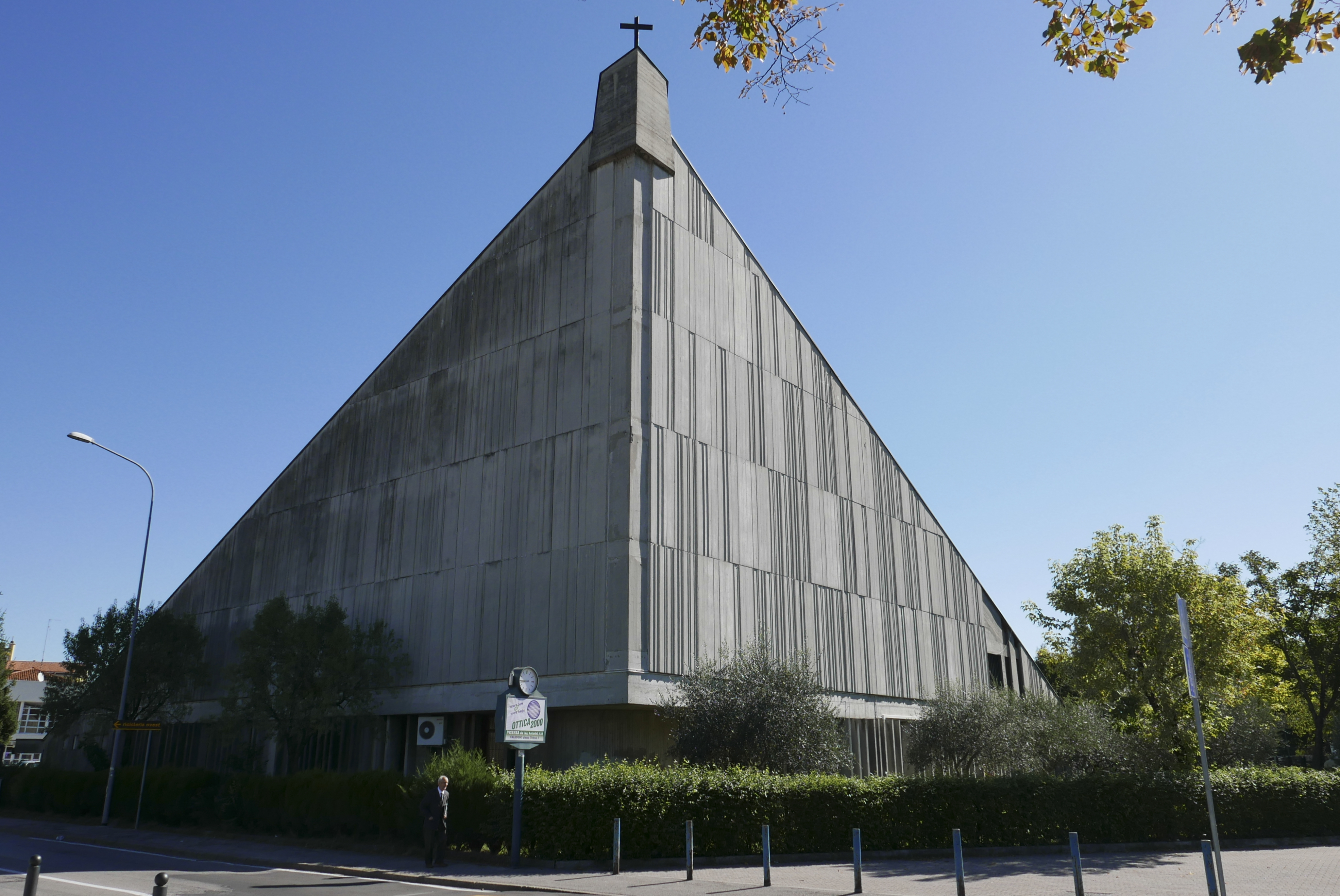
Chiesa di San Giuseppe lavoratore, al Mercato Nuovo

Negli anni sessanta il Concilio introdusse riforme nella pastorale e nella liturgia, che causarono l'adeguamento dell'architettura cultuale.
La struttura dell'edificio non fu più quella tradizionale con tetto a capanna, la grande casa di Dio che sovrasta le case degli uomini, con l'interno a croce latina costruito su un asse che va dall'ingresso all'altare e si conclude con il presbiterio, dove una balaustra separa l'officiante dal popolo. Nella nuova chiesa non trovarono più posto l'abside e il coro, anch'essi espressione di un ceto religioso separato da quello laico, né cappelle o altari laterali, che ricordavano la frammentazione dell'eucaristia fra tanti benefattori e beneficiati.
La nuova chiesa assunse una simbologia diversa: ancora tendenzialmente più alta delle case circostanti, prese la forma di una tenda, una nave, una vela, una capanna, tutti simboli del "popolo in cammino".
La chiesa non viene più vista come il luogo dove abita Dio, ma come il luogo dell'adunanza. All'interno lo spazio tende ad allargarsi e a diventare semicircolare, è lo spazio di una comunità, del popolo di Dio attorno alla mensa eucaristica in cui viene celebrato il sacrificio, senza più la demarcazione tra sacro e profano, quasi un avvolgimento da parte dei fedeli nei confronti dell'altare e dell'ambone; il tabernacolo viene spostato su una parete laterale.
La ricerca del divino avviene attraverso il prossimo; gli spazi perciò sono aperti, senza più nicchie riservate o cappelle, colonne dietro le quali nascondersi; la molta luce rende questo spazio sempre pubblico, dov'è difficile l'intimità offerta dalle chiese medievali.
Lo spazio però è essenziale, scarse sono le immagini o gli oggetti di devozione, che in altri tempi svolgevano una funzione didattica; la parola di Dio viene proclamata, non più dall'alto di un pulpito, ma - talora anche da un laico, uomo o donna - attraverso un moderno apparato di comunicazione.
L'uso di ardite strutture in cemento armato o in acciaio, di elementi portanti stilizzati, di vetrate che filtrano la luce del giorno, integrata o sostituita da abili giochi di luce artificiale sottolinea la modernità e accentua la discontinuità con la tradizione, in alcuni casi assicurata incastonando nella parete laterale un elemento antico, un crocifisso medievale, un altare barocco, un'immagine classica.